# فیلم‌شناسی جان وین
فیلم‌شناسی جان وین (به انگلیسی: John Wayne filmography) از ۱۹۲۶ تا ۱۹۷۶ که همچنین شامل فیلم‌هایی است وی تنها تهیه‌کنندگیشان را بر عهده داشته‌است ...

## فیلم‌شناسی
Key to studio abbreviations
| 20th | فاکس قرن بیستم     | AFI | بنیاد فیلم آمریکا    | AK     | Alaska Pictures           |
| Arg  | جان فورد           | Arm | Armada Productions   | Batjac | Batjac                    |
| Col  | کلمبیا             | CVW | C.V. Whitney         | DDL    | دینو دلارنتیس             |
| Fen  | Fenady Associates  | FN  | فرست نشنال           | فاکس   | فاکس فیلم                 |
| L-G  | Levy-Gardner       | Mas | Mascot               | ام‌جی‌ام | مترو گلدوین مایر          |
| Mono | مونوگرام           | Mop | Monterey Productions | NG     | National General          |
| Par  | پارامونت           | Rep | رپابلیک              | RIO    | آر. ک. ئو                 |
| Rom  | Romina Productions | SB  | Samuel Bronston      | Sho    | Showman's Pictures        |
| Sig  | Sigma              | Tif | Tiffany Pictures     | UA     | یونایتد آرتیستس           |
| Uni  | یونیورسال          | WB  | وارنر برادرز         | W-F    | Wayne-Fellows Productions |

| سال       | عنوان | نقش                                          | کارگردان                                                          | استودیو | توضیحات | پانویس                |
| --------- | --- | -------------------------------------------- | ----------------------------------------------------------------- | --- | --- | --------------------- |
| ۱۹۲۶      | Brown of Harvard                                                                                          | بازیکن فوتبال ییل                            | جک کانوی                                                          | ام‌جی‌ام | Wayne was an unbilled بازیکن فوتبال in game sequences of this sports درام، به همراه ویلیام هاینس، ماری برایان، و جک پیکفورد. | [ ۱ ]                 |
| ۱۹۲۶      | Bardelys the Magnificent                                                                                  | Guard                                        | کینگ ویدور                                                        | ام‌جی‌ام | Wayne unbilled in this swashbuckler به همراه جان گیلبرت و النور بردمن. | [ ۲ ]                 |
| ۱۹۲۶      | The Great K & A Train Robbery                                                                             | Extra                                        | لوئیس سایلر                                                       | فاکس | A تام میکس وسترن. Wayne unbilled. Wayne was also the property boy بخاطر این فیلم، although he was uncredited. | [ ۳ ]                 |
| ۱۹۲۷      | Annie Laurie                                                                                              | Extra                                        | جان اس. رابرتسن                                                   | ام‌جی‌ام | به همراه لیلین گیش و نورمن کری. Wayne unbilled. | [ ۴ ]                 |
| ۱۹۲۷      | The Draw-Back                                                                                             | Opposing بازیکن فوتبال (در عنوان‌بندی نیامده) | نورمن تاروگ                                                       | Goodwill Productions | Short Subject. Wayne uncredited. |                       |
| ۱۹۲۷      | The Drop Kick (عنوان ایالات متحده) Glitter (عنوان بریتانیا)                                               | Extra                                        | میلرد وب                                                          | FN | درام فوتبالی به همراه ریچارد بارتلمس. Wayne once again unbilled در نقش یک بازیکن فوتبال in game footage. | [ ۵ ]                 |
| ۱۹۲۷      | Seeing Stars                                                                                              | Tall Boy (در عنوان‌بندی نیامده)               | استیون رابرتز                                                     | نامعلوم | A short به همراه جان وین in a Bit part. |                       |
| ۱۹۲۸      | مادر ماکری                                                                                                | Extra                                        | جان فورد                                                          | فاکس | درام ایرلندی به همراه ویکتور مک‌لاگلن. Wayne unbilled در اولین فیلمش به همراه فورد. Sources disagree whether Wayne actually appeared on film، در نقش he was a prop man. | [ ۶ ]                 |
| ۱۹۲۸      | چهار پسر                                                                                                  | Extra                                        | جان فورد                                                          | فاکس | درام ایرلندی به همراه ویکتور مک‌لاگلن، و جک پنیک (در عنوان‌بندی نیامده). Wayne unbilled. اولین فیلم وی به همراه جک پنیک. Sources disagree whether Wayne actually appeared on film در این فیلم، در نقش well. He was also a prop man بخاطر این فیلم، although he was uncredited. | [ ۷ ]                 |
| ۱۹۲۸      | Hangman's House                                                                                           | Horse Race Spectator / Condemned Man         | جان فورد                                                          | فاکس | درام ایرلندی به همراه ویکتور مک‌لاگلن، و جک پنیک (در عنوان‌بندی نیامده). Wayne unbilled اما noticeable در نقش یکspectator in a horse racing scene. | [ ۸ ]                 |
| ۱۹۲۸      | کشتی نوح                                                                                                  | Flood extra                                  | مایکل کورتیز                                                      | WB | A Biblical درام به همراه دولورس کاستلو، جورج اوبرایان، نوا بیری، سینیور، و میرنا لوی. وین و اندی دیواین unbilled as extras in the flood sequence. | [ ۹ ]                 |
| ۱۹۲۹      | Speakeasy                                                                                                 | Extra                                        | بنجامین استولاف                                                   | فاکس | درام ورزشی به همراه لولا لین و پل پیج. Wayne unbilled. | [ ۱۰ ]                |
| ۱۹۲۹      | ساعت مشکی                                                                                                 | Extra                                        | جان فورد                                                          | فاکس | درام ارتش بریتانیا در هند during the جنگ جهانی اول، به همراه ویکتور مک‌لاگلن، میرنا لوی، و جک پنیک (در عنوان‌بندی نیامده). وین و راندولف اسکات unbilled. Wayne was also the prop man بخاطر این فیلم، although he was uncredited. | [ ۱۱ ]                |
| ۱۹۲۹      | Words and Music                                                                                           | Pete Donahue                                 | James Tinling                                                     | فاکس | Wayne billed under his real name, Duke Morrison. به همراه وارد باند (در عنوان‌بندی نیامده) An early talkie musical. Now apparently a فیلم گمشده. Wayne was also the property assistant بخاطر این فیلم، although he was uncredited. | [ ۱۲ ]                |
| ۱۹۲۹      | سلام نظامی                                                                                                | Bill, Midshipman                             | جان فورد                                                          | فاکس | A football درام به همراه جورج اوبرایان و هلن چندلر. وین، وارد باند، و جک پنیک are unbilled. Wayne was also the costumer for this movie although he was not credited for it. | [ ۱۳ ]                |
| ۱۹۲۹      | The Forward Pass                                                                                          | Extra                                        | ادوارد اف کلاین                                                   | فاکس | درام فوتبالی به همراه داگلاس فربنکس، جونیور و لرتا یونگ. Wayne unbilled. یک فیلم گمشده. | [ ۱۴ ]                |
| ۱۹۳۰      | مردان بدون زنان                                                                                           | Radioman on surface                          | جان فورد                                                          | فاکس | درام زیردریایی. Wayne unbilled. | [ ۱۵ ]                |
| ۱۹۳۰      | Born Reckless                                                                                             | سرباز                                        | جان فورد Andrew Bennison                                          | فاکس | یک ملودرام جنایی به همراه ادموند لو، لی تریسی، و مارگریت چرچیل. وین، راندولف اسکات، جک پنیک، و وارد باند unbilled. | [ ۱۶ ]                |
| ۱۹۳۰      | Rough Romance                                                                                             | Lumberjack                                   | ای. اف. اریکسن                                                    | فاکس | A logging adventure به همراه جورج اوبرایان و آنتونیو مورنو. Wayne unbilled. Wayne was also the prop man بخاطر این فیلم، although he was uncredited. | [ ۱۷ ]                |
| ۱۹۳۰      | Cheer Up و Smile                                                                                          | Bit role                                     | سیدنی لنزفیلد                                                     | فاکس | A musical به همراه Arthur Lake، Dixie Lee، اولگا باکلانووا، و "Whispering" Jack Smith. وین و جی. کارول نایش unbilled. Wayne was also the property assistant بخاطر این فیلم، although he was uncredited. | [ ۱۸ ]                |
| ۱۹۳۰      | مسیر بزرگ                                                                                                 | Breck Coleman                                | رائول والش                                                        | فاکس | به همراه تایرون پاور سینیور، ایان کیت، وارد باند، تالی مارشال، و آیرن آیز کودی (در عنوان‌بندی نیامده). وسترن حماسی shot simultaneously in standard 35mm و 70mm "Grandeur" wide-screen. Wayne's first بازیگران: role. | [ ۱۹ ] [ ۲۰ ]         |
| ۱۹۳۱      | Girls Demand Excitement                                                                                   | پیتر بروکس                                   | Seymour Felix                                                     | فاکس | A college کمدی رومانتیک. | [ ۲۱ ]                |
| ۱۹۳۱      | Three Girls Lost                                                                                          | Gordon Wales                                 | سیدنی لنزفیلد                                                     | فاکس | به همراه وارد باند (در عنوان‌بندی نیامده), پائول فیکس (در عنوان‌بندی نیامده). | [ ۲۲ ]                |
| ۱۹۳۱      | آریزونا (عنوان ایالات متحده) The Virtuous Wife (عنوان بریتانیا)                                           | ستوان Bob Denton                             | جورج بی سیتز                                                      | Col | براساس نمایش‌نامه نوشته Augustus Thomas. Previously filmed in 1919 به همراه داگلاس فربنکس در نقش وین. | [ ۲۳ ] [ الف ]        |
| ۱۹۳۱      | The Deceiver                                                                                              | Reginald Thorpe's corpse                     | لوئیس کینگ                                                        | Col | Wayne's most ignominious part. He played the corpse of the character played (alive) by ایان کیت. | [ ۲۴ ]                |
| ۱۹۳۱      | The Range Feud                                                                                            | کلینت ترنر                                   | D. Ross Letterman                                                 | Col | یک "وسترن درجه ب" بازیگران: باک جونز. وین در یک نقش مکمل. | [ ۲۵ ] [ ۲۶ ]         |
| ۱۹۳۱      | Maker of Men                                                                                              | Dusty Rhodes                                 | ادوارد سجویک                                                      | Col | درام فوتبالی به همراه جک هالت، ریچارد کرامول، و وارد باند (در عنوان‌بندی نیامده). وین در یک نقش مکمل. | [ ۲۷ ]                |
| ۱۹۳۲      | The Voice of Hollywood: No. 13                                                                            | خودش                                         | Mark D'Agostino                                                   | Tif | یک موضوع کوتاه. | [ ۲۸ ]                |
| ۱۹۳۲      | Running Hollywood                                                                                         | خودش                                         | چارلز لمانت                                                       | Uni | A two-reel short. |                       |
| ۱۹۳۲      | The Shadow of the Eagle                                                                                   | Craig McCoy                                  | فورد بیب                                                          | Mas | به همراه یاکیما کانوت. یک سریال ۱۲ فصلی. | [ ۲۹ ]                |
| ۱۹۳۲      | Texas Cyclone                                                                                             | Steve Pickett                                | D. Ross Lederman                                                  | Col | یک "وسترن درجه ب" بازیگران: تیم مک‌کوی. وین و والتر برنان در نقش‌های مکمل. | [ ۳۰ ]                |
| ۱۹۳۲      | Two-Fisted Law                                                                                            | دوک                                          | D. Ross Lederman                                                  | Col | Another B-وسترن بازیگران: تیم مک‌کوی. وین، تالی مارشال، و والتر برنان در نقش‌های مکمل. | [ ۳۱ ] [ ۳۲ ]         |
| ۱۹۳۲      | بانو و آقا                                                                                                | Buzz Kinney                                  | استیون رابرتز                                                     | Par | A boxing درام به همراه جرج بنکرافت و وین گیبسن. وین در یک نقش مکمل. بازسازی as Unmarried (1939) به همراه باستر کرب در نقش وین. | [ ۳۳ ]                |
| ۱۹۳۲      | The Hurricane Express                                                                                     | لری بیکر                                     | Armand Schaefer J.P. McGowan                                      | Mas | به همراه تالی مارشال، و یاکیما کانوت (در عنوان‌بندی نیامده). یک سریال ۱۲ فصلی. | [ ۳۴ ]                |
| ۱۹۳۲      | The Hollywood Handicap                                                                                    | خودش                                         | چارلز لمانت                                                       | Uni | A two-reel short. به همراه تالی مارشال. | [ ۳۵ ]                |
| ۱۹۳۲      | Ride Him, Cowboy (عنوان ایالات متحده) The Hawk (عنوان بریتانیا)                                           | John Drury                                   | Fred Allen                                                        | WB | Wayne's first بازیگران: role in یک "وسترن درجه ب"، the first of six that he would make برای وارنر برادرز. بازسازی of The Unknown Cavalier (1926) به همراه کن مینارد. | [ ۳۶ ] [ ۳۷ ]         |
| ۱۹۳۲      | That's My Boy                                                                                             | بازیکن فوتبال                                | روی ویلیام نیل                                                    | Col | به همراه ریچارد کرامول و دوروتی جوردن. درام فوتبالی دیگر به همراه وین در یک نقش مکمل. | [ ۳۸ ]                |
| ۱۹۳۲      | The Big Stampede                                                                                          | جان استیل                                    | تنی رایت                                                          | WB | به همراه نوا بیری، سینیور، و آیرن آیز کودی (در عنوان‌بندی نیامده). بازسازی of Land Beyond the Law (1927) به همراه کن مینارد. بازسازی تحت عنوان اصلی در سال ۱۹۳۶ به همراه دیک فورن. | [ ۳۹ ] [ ۴۰ ]         |
| ۱۹۳۲      | Haunted Gold                                                                                              | جان میسن                                     | Mack V. Wright                                                    | WB | بازسازی از The Phantom City (1928) به همراه کن مینارد. | [ ۴۱ ] [ ۴۲ ]         |
| ۱۹۳۳      | The Telegraph Trail                                                                                       | جان ترنت                                     | تنی رایت                                                          | WB | Wayne's first film به همراه یاکیما کانوت. A clip of this film was used in جشن فوتلایت (۱۹۳۳). نیمه-بازسازی از The Red Raiders (۱۹۲۷) به همراه کن مینارد. | [ ۴۳ ] [ ۴۴ ]         |
| ۱۹۳۳      | سه تفنگدار - Desert Command (1946 theatrical film)                                                        | تام وین                                      | Armand Schaefer Colbert Clark                                     | Mas | به همراه لان چینی جونیور، نوا بری، جونیور، و یاکیما کانوت (در عنوان‌بندی نیامده). یک سریال ۱۲ فصلی set in the صحرای عرب. Very loosely adapted from the الکساندر دوما رمان. The serial is ۲۱۰ دقیقه. Later re-edited into a 1946 feature entitled Desert Command. The feature is ۹۶ دقیقه long. | [ ۴۵ ]                |
| ۱۹۳۳      | فرودگاه مرکزی                                                                                             | Co-pilot in wreck                            | ویلیام ولمن                                                       | WB | یک درام هوانوردی به همراه ریچارد بارتلمس، سلی آیلرس، و تام براون. وین در یک unbilled bit، و his first on-screen death. | [ ۴۶ ]                |
| ۱۹۳۳      | Somewhere in Sonora                                                                                       | John Bishop                                  | مک وی. رایت                                                       | WB | به همراه پائول فیکس. بازسازی از فیلمی به همین عنوان محصول ۱۹۲۷ به همراه کن مینارد. | [ ۴۷ ] [ ۴۸ ]         |
| ۱۹۳۳      | His Private Secretary                                                                                     | دیک والاس                                    | فیلیپ اچ. وایتمن                                                  | WB | کمدی رومانتیک ساخته شده توسط independent company Showman's Pictures. | [ ۴۹ ]                |
| ۱۹۳۳      | The Life of Jimmy Dolan (عنوان ایالات متحده) The Kid's Last Fight (عنوان بریتانیا)                        | Smith                                        | آرچی مایو                                                         | WB | Boxing melo درام به همراه داگلاس فربنکس، جونیور و لرتا یونگ. وین و میکی رونی در نقش‌های مکمل کوچک ظاهر شدند به همراه Wayne در نقش یک frightened boxer. بازسازی as They Made Me a Criminal (1939) به همراه جان گارفیلد، و لوئیس جین هیت در نقش وین. | [ ۵۰ ]                |
| ۱۹۳۳      | بچه‌رو (فیلم)                                                                                              | Jimmy McCoy                                  | آلفرد گرین                                                        | WB | Wayne in a supporting part. این تنها دفعه‌ای بود که او در یک فیلم به همراه باربارا استانویک ظاهر شد. | [ ۵۱ ]                |
| ۱۹۳۳      | The Man from Monterey                                                                                     | سروان John Holmes                            | Mack V. Wright                                                    | WB | به همراه فرانسیس فورد (برادر جان فورد). آخرین "وسترن درجه ب" وین برای وارنر برادرز. | [ ۵۲ ] [ ۵۳ ]         |
| ۱۹۳۳      | Riders of Destiny                                                                                         | Sandy Saunders ("Singing Sandy")             | رابرت ان. بردبری                                                  | Mono | اولین "وسترن درجه ب" وین for Monogram, released as a "Lone Star وسترن"، و a rare performance در نقش یک singing cowboy (with a dubbed singing voice). Also his first teaming به همراه جرج "گبی" هیز. It was later Colorized. | [ ۵۴ ] [ ۵۵ ]         |
| ۱۹۳۳      | The Sweetheart of Sigma Chi                                                                               | Bit part                                     | ادوین ال مارین                                                    | WB | A college کمدی رومانتیک به همراه ماری کارلایل، باستر کرب، چارلز استارت، و بتی گریبل. Wayne wore a moustache in his bit part, which was cut from the final print. | [ ۵۶ ]                |
| ۱۹۳۳      | College Coach (عنوان ایالات متحده) Football Coach (عنوان بریتانیا)                                        | دانش‌آموز                                     | ویلیام ولمن                                                       | WB | Wayne's last bit part. Aside from cameos, he would play the lead – or one of the leads – in all of his subsequent pictures. Cast: وارد باند (در عنوان‌بندی نیامده). | [ ۵۷ ]                |
| ۱۹۳۳      | Sagebrush Trail (B&W) An Innocent Man' (رنگی)                                                             | John Brant                                   | Armand Schaefer                                                   | Mono | به همراه یاکیما کانوت. It was later Colorized و is also called "An Innocent Man". | [ ۵۸ ] [ ۵۹ ]         |
| ۱۹۳۴      | The Lucky Texan (B&W) - Gold Strike River (رنگی)                                                          | Jerry Mason                                  | رابرت ان. بردبری                                                  | Mono | به همراه جرج هیز، یاکیما کانوت، و Earl Dwire. It was later colorized و is also called "Gold Strike River". | [ ۶۰ ] [ ۶۱ ]         |
| ۱۹۳۴      | West of the Divide                                                                                        | Ted Hayden                                   | رابرت ان. بردبری                                                  | Mono | به همراه جرج هیز، یاکیما کانوت، لیف مک‌کی، و Earl Dwire. | [ ۶۲ ] [ ۶۳ ]         |
| ۱۹۳۴      | Blue Steel (B&W) - Stolen Goods (رنگی)                                                                    | John Carruthers                              | رابرت ان. بردبری                                                  | Mono | به همراه جرج هیز، یاکیما کانوت، Lafe McKee، و Earl Dwire. Filmed on location in لون پاین، کالیفرنیا. It was later Colorized و is also called "Stolen Goods". | [ ۶۴ ] [ ۶۵ ]         |
| ۱۹۳۴      | The Man from Utah                                                                                         | John Westen                                  | رابرت ان. بردبری                                                  | Mono | به همراه جرج هیز، یاکیما کانوت، و Lafe McKee. "کابوی آوازه‌خوان" دیگر performance [like Riders of Destiny, به همراه a dubbed singing voice.] It was later Colorized. | [ ۶۶ ] [ ۶۷ ]         |
| ۱۹۳۴      | Randy Rides Alone                                                                                         | Randy Bowers                                 | هری ال. فریزر                                                     | Mono | به همراه جرج هیز، یاکیما کانوت، و Earl Dwire. Rare villain role for Hayes. | [ ۶۸ ] [ ۶۹ ]         |
| ۱۹۳۴      | The Star Packer                                                                                           | John Travers                                 | رابرت ان. بردبری                                                  | Mono | به همراه جرج هیز، یاکیما کانوت، و Earl Dwire. | [ ۷۰ ] [ ۷۱ ]         |
| ۱۹۳۴      | The Trail Beyond                                                                                          | Rod Drew                                     | رابرت ان. بردبری                                                  | Mono | به همراه نوا بیری، سینیور، نوا بری، جونیور، و Earl Dwire. براساس رمان Wolf Hunters نوشته جیمز الیور کروود. Also filmed under the novel's title در سال ۱۹۲۶ و ۱۹۴۹. It was later Colorized. | [ ۷۲ ] [ ۷۳ ]         |
| ۱۹۳۴      | The Lawless Frontier                                                                                      | John Tobin                                   | رابرت ان. بردبری                                                  | Mono | به همراه جرج هیز، یاکیما کانوت، و Earl Dwire. | [ ۷۴ ] [ ۷۵ ]         |
| ۱۹۳۴      | 'Neath the Arizona Skies                                                                                  | Chris Morrell                                | هری ال. فریزر                                                     | Mono | به همراه شرلی جین ریکرت، جرج هیز، یاکیما کانوت، و Earl Dwire. It was later Colorized. | [ ۷۶ ] [ ۷۷ ]         |
| ۱۹۳۵      | Texas Terror                                                                                              | John Higgins                                 | رابرت ان. بردبری                                                  | Mono | به همراه جرج هیز. | [ ۷۸ ] [ ۷۹ ]         |
| ۱۹۳۵      | دره رنگین‌کمان (فیلم)                                                                                      | John Martin                                  | رابرت ان. بردبری                                                  | Mono | به همراه جرج هیز. | [ ۸۰ ] [ ۸۱ ]         |
| ۱۹۳۵      | The Desert Trail                                                                                          | John Scott                                   | Cullen Lewis                                                      | Mono | به همراه پائول فیکس، و یاکیما کانوت (در عنوان‌بندی نیامده). It was later Colorized. | [ ۸۲ ] [ ۸۳ ]         |
| ۱۹۳۵      | The Dawn Rider (B&W) - Cold Vengence"" (رنگی)                                                             | جان میسن                                     | رابرت ان. بردبری                                                  | Mono | به همراه یاکیما کانوت. It was later Colorized و is also called "Cold Vengeance". | [ ۸۴ ] [ ۸۵ ]         |
| ۱۹۳۵      | Paradise Canyon (B&W) - Guns Along The Trail (رنگی)                                                       | John Wyatt                                   | Carl Pierson                                                      | Mono | به همراه ارل هاجینز و یاکیما کانوت. آخرین "Lone Star" وسترن وین برای Monogram. It was later Colorized و is also called "Guns Along the Trail". | [ ۸۶ ] [ ۸۷ ]         |
| ۱۹۳۵      | Westward Ho                                                                                               | John Wyatt                                   | رابرت ان. بردبری                                                  | Rep | به همراه شیلا براملی, Frank McGlynn, Jr. ، و یاکیما کانوت. Shot on location in Lone Pine. اولین فیلم وین برای Republic Pictures. | [ ۸۸ ] [ ۸۹ ]         |
| ۱۹۳۵      | The New Frontier                                                                                          | John Dawson                                  | Carl Pierson                                                      | Rep | به همراه یاکیما کانوت. به همراه فیلم محصول ۱۹۳۹ ساخته وین با عنوان New Frontier (no "the")اشتباه نشود. | [ ۹۰ ]                |
| ۱۹۳۵      | Lawless Range                                                                                             | John Middleton                               | رابرت ان. بردبری                                                  | Rep | Another "کابوی آوازه‌خوان" performance [شبیه Riders of Destiny, به همراه a dubbed singing voice.] به همراه شیلا براملی، یاکیما کانوت و Earl Dwire. | [ ۹۱ ] [ ۹۲ ]         |
| ۱۹۳۶      | The Oregon Trail                                                                                          | سروان John Delmont                           | اسکات پمبروک                                                      | Rep | به همراه یاکیما کانوت. Shot on location in Lone Pine. A فیلم گمشده; 40 stills were discovered در ۲۰۱۳. | [ ۹۳ ] [ ۹۴ ] [ ۹۵ ]  |
| ۱۹۳۶      | The Lawless Nineties                                                                                      | John Tipton                                  | جوزف کین                                                          | Rep | به همراه جرج "گبی" هیز. | [ ۷۵ ] [ ۹۶ ]         |
| ۱۹۳۶      | King of the Pecos                                                                                         | John Clayborn                                | جوزف کین                                                          | Rep | به همراه یاکیما کانوت. Shot on location در Lone Pine. | [ ۹۷ ] [ ۹۸ ]         |
| ۱۹۳۶      | The Lonely Trail                                                                                          | Captain John Ashley                          | جوزف کین                                                          | Rep | به همراه یاکیما کانوت. A post-American Civil War yarn دربارهٔ تازه به‌دوران‌رسیده. | [ ۹۹ ] [ ۱۰۰ ]        |
| ۱۹۳۶      | Winds of the Wasteland (B&W) - Stagecoach Run (رنگی)                                                      | John Blair                                   | Mack V. Wright                                                    | Rep | به همراه یاکیما کانوت (در عنوان‌بندی نیامده) هیولو sometimes presents a colorized نسخه entitled Stagecoach Run. | [ ۱۰۱ ] [ ۱۰۲ ]       |
| ۱۹۳۶      | Sea Spoilers                                                                                              | Bob Randall                                  | Frank Strayer                                                     | Uni | The first of six non-وسترنs that Wayne did for Universal. | [ ۱۰۳ ]               |
| ۱۹۳۶      | Conflict                                                                                                  | Pat Glendon                                  | دیوید هاوارد                                                      | Uni | به همراه وارد باند (در عنوان‌بندی نیامده). براساس رمان The Abysmal Brute نوشته جک لندن. | [ ۱۰۴ ]               |
| ۱۹۳۷      | California Straight Ahead!                                                                                | Biff Smith                                   | آرتور لوبین                                                       | Uni | Wayne در نقش یک راننده اتوبوس مدرسه که becomes a trucking industry leader. | [ ۱۰۵ ]               |
| ۱۹۳۷      | I Cover the War                                                                                           | باب آدامز                                    | آرتور لوبین                                                       | Uni | Shot on location in Lone Pine. | [ ۱۰۶ ]               |
| ۱۹۳۷      | Idol of the Crowds                                                                                        | Johnny Hanson                                | آرتور لوبین                                                       | Uni | Sports درام به همراه وین در نقش یک بازیکن حرفه‌ای اسکی روی یخ. | [ ۱۰۷ ]               |
| ۱۹۳۷      | Adventure's End                                                                                           | Duke Slade                                   | آرتور لوبین                                                       | Uni | The last of Wayne's non-وسترن "B" pictures for Universal. Considered یک فیلم گمشده، در نقش no known prints exist. | [ ۱۰۸ ]               |
| ۱۹۳۷      | Born to the West (عنوان اصلی) Hell Town (reissue title)                                                   | Dare Rudd                                    | چارلز بارتون                                                      | Par | به همراه جانی مک براون، و مارشا هانت. براساس رمان به همین نام نوشته زین گری. Previously filmed in 1926 به همراه جک هولت در نقش وین. | [ ۱۰۹ ] [ ۱۱۰ ]       |
| ۱۹۳۸      | Pals of the Saddle                                                                                        | استونی بروک                                  | جورج شرمن                                                         | Rep | به همراه ری کوریگان (Tucson Smith) و مکس ترهیون (Lullaby Joslin)، و یاکیما کانوت (در عنوان‌بندی نیامده). The first of eight films Wayne did in Republic's "Three Mesquiteers" series. | [ ۱۱۱ ] [ ۱۱۲ ]       |
| ۱۹۳۸      | Overland Stage Raiders                                                                                    | استونی بروک                                  | جورج شرمن                                                         | Rep | به همراه Ray Corrigan (Tucson Smith), مکس ترهیون (Lullaby Joslin)، و یاکیما کانوت (در عنوان‌بندی نیامده). لوئیز بروکس' final film appearance. | [ ۱۱۳ ]               |
| ۱۹۳۸      | Santa Fe Stampede                                                                                         | استونی بروک                                  | جورج شرمن                                                         | Rep | به همراه Ray Corrigan (Tucson Smith), مکس ترهیون (Lullaby Joslin)، و یاکیما کانوت. | [ ۱۱۴ ]               |
| ۱۹۳۸      | Red River Range                                                                                           | استونی بروک                                  | جورج شرمن                                                         | Rep | به همراه Ray Corrigan (Tucson Smith), مکس ترهیون (Lullaby Joslin)، و یاکیما کانوت (در عنوان‌بندی نیامده). | [ ۱۱۵ ]               |
| ۱۹۳۹      | دلیجان | هنری ("The Ringo Kid")                       | جان فورد                                                          | UA | به همراه کلر تروور، توماس میچل، جان کارادین، وy Devine, جرج بنکرافت، لوئیس پلات، تیم هالت، تام تایلر، یاکیما کانوت (در عنوان‌بندی نیامده), وودی استرود (در عنوان‌بندی نیامده), فرانسیس فورد (در عنوان‌بندی نیامده), جک پنیک (در عنوان‌بندی نیامده)، و هنک وردن (در عنوان‌بندی نیامده). Filmed on location in مانیومنت ولی. This is the film that boosted Wayne into major stardom. | [ ۱۱۶ ] [ ۱۱۷ ]       |
| ۱۹۳۹      | The Night Riders                                                                                          | استونی بروک                                  | جورج شرمن                                                         | Rep | به همراه Ray Corrigan (Tucson Smith) و مکس ترهیون (Lullaby Joslin), تام تایلر، یاکیما کانوت (در عنوان‌بندی نیامده)، و هنک وردن (در عنوان‌بندی نیامده). The story of this film was loosely based on the incidents in the life of James Reavis. | [ ۱۱۸ ]               |
| ۱۹۳۹      | Three Texas Steers (عنوان ایالات متحده) Danger Rides the Range (عنوان بریتانیا)                           | استونی بروک                                  | جورج شرمن                                                         | Rep | به همراه Ray Corrigan (Tucson Smith), مکس ترهیون (Lullaby Joslin), Dave Wilcox (در عنوان‌بندی نیامده)، و یاکیما کانوت (در عنوان‌بندی نیامده). | [ ۱۱۹ ] [ ۱۲۰ ]       |
| ۱۹۳۹      | Wyoming Outlaw                                                                                            | استونی بروک                                  | جورج شرمن                                                         | Rep | به همراه Ray Corrigan (Tucson Smith), ریموند هاتون (Rusty Joslin), دان بری، و یاکیما کانوت (در عنوان‌بندی نیامده). | [ ۱۲۱ ]               |
| ۱۹۳۹      | New Frontier (عنوان اصلی) Frontier Horizon (عنوان تلویزیونی)                                              | استونی بروک                                  | جورج شرمن                                                         | Rep | به همراه Ray Corrigan (Tucson Smith), ریموند هاتون (Rusty Joslin). Film debut of Phyllis Isley, later known در نقش جنیفر جونز. Wayne's last film in the "Three Mesquiteers" series و his last B-وسترن. | [ ۱۲۲ ]               |
| ۱۹۳۹      | Allegheny Uprising (عنوان ایالات متحده) The First Rebel (عنوان بریتانیا)                                  | Jim Smith                                    | ویلیام ای. سایتر                                                  | RKO | کلر تروور، جرج سندرز، ویلفرد لاوسونWilfrid Lawson، ایان ولف، و چیل ویلز. Wayne has second billing under Trevor. It was later Colorized. | [ ۱۲۳ ] [ ۱۲۴ ]       |
| ۱۹۴۰      | Dark Command                                                                                              | Bob Seton                                    | رائول والش                                                        | Rep | به همراه کلر تروور، والتر پیجن، روی راجرز، جرج هیز، و یاکیما کانوت (در عنوان‌بندی نیامده). A fictionalized account of the infamous William Quantrill. It was later Colorized. | [ ۱۲۵ ] [ ۱۲۶ ]       |
| ۱۹۴۰      | Screen Snapshots Series 19, No. 8: Cowboy Jubilee                                                         | خودش                                         | Ralph Staub                                                       | Rep | A one-reel short also featuring جین اتری و روی راجرز. |                       |
| ۱۹۴۰      | Three Faces West                                                                                          | John Phillips                                | برنارد وورهاوس                                                    | Rep | به همراه چارلز کوبرن، فرانسیس فورد (در عنوان‌بندی نیامده). | [ ۱۲۷ ]               |
| ۱۹۴۰      | سفر دریایی طولانی به خانه                                                                                 | Ole Olson                                    | جان فورد                                                          | UA | به همراه Thomas Mitchell, بری فیتزجرالد، وارد باند، میلدرد ناتویک، جک پنیک، و جان کوالن. Based on four one-act plays by یوجین اونیل. | [ ۱۲۸ ]               |
| ۱۹۴۰      | Seven Sinners (عنوان اصلی) Cafe of the Seven Sinners (UK re-issue title)                                  | ستوان Dan Brent                              | تی گارنت                                                          | Uni | به همراه مارلنه دیتریش، برودریک کرافورد، ساموئل اس هیندز، و Reginald Denny. Wayne's first of three teamings به همراه مارلنه دیتریش. | [ ۱۲۹ ]               |
| ۱۹۴۱      | A Man Betrayed (عنوان ایالات متحده) Citadel of Crime (عنوان بریتانیا) Wheel of Fortune (عنوان تلویزیونی)  | Lynn Hollister                               | John H. Auer                                                      | Rep | به همراه وارد باند | [ ۱۳۰ ]               |
| ۱۹۴۱      | بانویی از لوئیزیانا                                                                                       | John Reynolds                                | Bernard Vorhaus                                                   | Rep | به همراه Ray Middleton، هنری استیونسون، و جک پنیک. | [ ۱۳۱ ]               |
| ۱۹۴۱      | The Shepherd of the Hills                                                                                 | Matt Matthews                                | هنری هاتاوی                                                       | Par | به همراه Harry Carey، بتی فیلد، بولا بوندی، James Barton, Majorie Main, Fuzzy Knight, Tom Fadden، وارد باند، ساموئل اس هیندز، مارک لارنس، و جان کوالن. Wayne's first film in color (تکنی کالر). | [ ۱۳۲ ] [ ۱۳۳ ]       |
| ۱۹۴۱      | Meet the Stars: Past و Present                                                                            | خودش                                         | Harriet Parsons                                                   | Rep | A promotional short. |                       |
| ۱۹۴۲      | Lady for a Night                                                                                          | Jack Morgan                                  | لی جیسن                                                           | Rep | Wayne is billed second. | [ ۱۳۴ ]               |
| ۱۹۴۲      | باد وحشی را درو کن                                                                                        | سروان Jack Stuart                            | سیسیل ب دومیل                                                     | Par | به همراه ری میلند، ریموند مسی، رابرت پرستون، سوزان هیوارد, Charles Brickford, لین آورمن، و والتر همپدن. به صورت تکنی کالر فیلم‌برداری شد. Wayne is billed second in this seafaring epic. His تنها فیلم به همراه DeMille. | [ ۱۳۵ ]               |
| ۱۹۴۲      | The Spoilers                                                                                              | Roy Glennister                               | ری انرایت                                                         | Uni | به همراه مارلنه دیتریش، راندولف اسکات، هری کری، ریچارد بارتلمس، و ساموئل اس هیندز. Sprawling نسخه of the رکس بیچ novel, climaxing به همراه an epic saloon fight between وین و Scott (in a rare villainous role). Wayne is billed third. | [ ۱۳۶ ] [ ۱۳۷ ] [ د ] |
| ۱۹۴۲      | In Old California                                                                                         | Tom Craig                                    | William McGann                                                    | Rep | Wayne plays a pharmacist in this film, which was the occupation of his real-life father. It was later done in Color. | [ ۱۳۸ ] [ ۱۳۹ ]       |
| ۱۹۴۲      | Flying Tigers                                                                                             | Jim Gordon                                   | دیوید میلر                                                        | Rep | به همراه Dave Wilcox (در عنوان‌بندی نیامده). اولین فیلم جنگی وین. It was later Colorized. | [ ۱۴۰ ]               |
| ۱۹۴۲      | اجتماع در فرانسه (عنوان ایالات متحده) Mademoiselle France (عنوان بریتانیا)                                | Pat Talbot                                   | ژول داسن                                                          | ام‌جی‌ام | به همراه فیلیپ دورن، رجینالد اوئن، و جان کارادین. | [ ۱۴۱ ]               |
| ۱۹۴۲      | پیتسبرگ                                                                                                   | Charles "Pittsburgh" Markham                 | لوئیس سایلر                                                       | Uni | به همراه مارلنه دیتریش، راندولف اسکات، شمپ هوارد، ساموئل اس هیندز، و پائول فیکس. An unrelated follow-up to the The Spoilers به همراه the same three leads. Wayne is billed third. | [ ۱۴۲ ]               |
| ۱۹۴۳      | A Lady Takes a Chance                                                                                     | Duke Hudkins                                 | ویلیام ای. سایتر                                                  | RKO | به همراه هانس کانرید، هنک وردن (در عنوان‌بندی نیامده). Wayne billed second. توسط فرانک راس، شوهر جین آرتور) تهیه شد. | [ ۱۴۳ ] [ ۱۴۴ ]       |
| ۱۹۴۳      | در اکلاهمای سابق War of the Wildcats (re-issue title)                                                     | Dan Somers                                   | Al Rogell                                                         | Rep | به همراه آلبرت دکر، جرج هیز، داله آوانس، یاکیما کانوت (در عنوان‌بندی نیامده)، و پائول فیکس. | [ ۱۴۵ ] [ ۱۴۶ ]       |
| ۱۹۴۴      | The Fighting Seabees                                                                                      | Wedge Donovan                                | ادوارد لودویگ                                                     | Rep | به همراه پائول فیکس، ویلیام فارست، رابرت جی. ویلکه (در عنوان‌بندی نیامده). Another فیلم جنگی، this one dealing به همراه the U.S. Navy's famed construction battalion. It was later Colorized. | [ ۱۴۷ ]               |
| ۱۹۴۴      | Memo for Joe                                                                                              | خودش                                         | ریچارد فلایشر                                                     | نامعلوم | یک موضوع کوتاه. به همراه باب هوپ، جو ای براون، گری کوپر، مارلنه دیتریش، و فرانسیس لنگفورد. توسط Quentin Reynolds نوشته شده بود. |                       |
| ۱۹۴۴      | Tall in the Saddle                                                                                        | Rocklin                                      | ادوین ال مارین                                                    | RKO | به همراه الا رینز، وارد باند، جرج هیز، بن جانسون (در عنوان‌بندی نیامده)، و پائول فیکس. It was later Colorized. | [ ۱۴۸ ] [ ۱۴۹ ]       |
| ۱۹۴۴      | Flame of Barbary Coast                                                                                    | Duke Fergus                                  | جوزف کین                                                          | Rep | به همراه جوزف شیلدکات، ویلیام فرالی, Marc Lawrence، و پائول فیکس. It was later Colorized. | [ ۱۵۰ ] [ ۱۵۱ ]       |
| ۱۹۴۵      | بازگشت به باتاآن                                                                                          | سرهنگ Joseph Madden                          | ادوارد دمیتریک                                                    | RKO | به همراه آنتونی کوئین، بولا بوندی، پائول فیکس، ولادیمیر سوکولوف، بیل ویلیامز (در عنوان‌بندی نیامده)، و ری تیل (در عنوان‌بندی نیامده). It was later Colorized. | [ ۱۵۲ ]               |
| ۱۹۴۵      | آنان قابل چشم‌پوشی بودند                                                                                   | ستوان Rusty Ryan                             | جان فورد                                                          | ام‌جی‌ام | به همراه رابرت مونتگومری, Jack Holt، وارد باند، جک پنیک، و کامرون میچل. Wayne gets second billing to Montgomery در این فیلم دربارهٔ naval PT boats. It was later Colorized. | [ ۱۵۳ ]               |
| ۱۹۴۵      | داکوتا | John Devlin                                  | جوزف کین                                                          | Rep | به همراه والتر برنان، وارد باند، مایک مازورکی، یاکیما کانوت (در عنوان‌بندی نیامده)، و پائول فیکس. | [ ۱۵۴ ] [ ۱۵۵ ]       |
| ۱۹۴۶      | Without Reservations                                                                                      | Rusty Thomas                                 | مروین لیروی                                                       | RKO | به همراه Don DeFore, فیل براون، جان کلاگ، و ایان ولف. Wayne has second billing under کلودت کولبرت. From this point on Wayne would always have top billing (except for appearances in "all-star" films or guest appearances). | [ ۱۵۶ ]               |
| ۱۹۴۷      | فرشته و راهزن                                                                                             | Quirt Evans                                  | جیمز ادوارد گرنت                                                  | Rep | به همراه بروس کابوت، هری کری، هنک وردن (در عنوان‌بندی نیامده), یاکیما کانوت، و پائول فیکس (در عنوان‌بندی نیامده). اولین فیلم وین هم به عنوان تهیه‌کننده وهم هنرپیشه. It was later Colorized. | [ ۱۵۷ ] [ ۱۵۸ ]       |
| ۱۹۴۷      | Tycoon | Johnny Munroe                                | ریچارد والاس                                                      | RKO | به همراه سر سدریک هاردویک, آنتونی کوئین، جودیت اندرسون، و جیمز گلیسون. Location shooting در Lone Pine. به صورت تکنی کالر فیلم‌برداری شد. | [ ۱۵۹ ]               |
| ۱۹۴۸      | رودخانه سرخ                                                                                               | Thomas Dunson                                | هاوارد هاکس                                                       | Mop UA | به همراه مونتگومری کلیفت, والتر برنان، جوآن درو، جان آیرلند، هری کری، هری کری، جونیور، نوا بری، جونیور، هنک وردن، Chief Yowlachie، کالین گری، شلی وینترز (در عنوان‌بندی نیامده)، و پائول فیکس. Generally regarded as one of Wayne's finest films و finest performances. His first film به همراه کارگردان هاکس. It was later Colorized. | [ ۱۶۰ ] [ ۱۶۱ ]       |
| ۱۹۴۸      | دژ آپاچی                                                                                                  | سروان Kirby York                             | جان فورد                                                          | Arg RKO | به همراه هنری فوندا، شرلی تمپل، جان آگار، ویکتور مک‌لاگلن، وارد باند، پدرو آرمنداریز، هنک وردن، جک پنیک، William Forrest (در عنوان‌بندی نیامده), فرانسیس فورد (در عنوان‌بندی نیامده)، و جورج اوبرایان. اولین از "تریلوژی سواره‌نظام " فورد. Filmed on location در مانیومنت ولی. It was later Colorized. | [ ۱۶۲ ] [ ۱۶۳ ]       |
| ۱۹۴۸      | سه پدرخوانده                                                                                              | Robert Marmaduke Hightower                   | جان فورد                                                          | Arg ام‌جی‌ام | به همراه هنک وردن، فرانسیس فورد، پدرو آرمنداریز, Harry Carey, Jr. ، وارد باند، میلدرد ناتویک، جک پنیک، و بن جانسن. Filmed in تکنی کالر on location در پارک ملی دث ولی. | ,                     |
| ۱۹۴۸      | رد کشتی رد ویچ                                                                                            | سروان Ralls                                  | ادوارد لودویگ                                                     | Rep | به همراه گیگ یانگ، ادوارد فرانز، ادل مارا، لوتر ادلر، جف کوری، و پائول فیکس. It was later Colorized. | [ ۱۶۶ ]               |
| ۱۹۴۹      | مبارز اهل کنتاکی                                                                                          | John Breen                                   | جورج واگنر                                                        | Rep | به همراه فیلیپ دورن، اولیور هاردی, ماری ویندسور، هنک وردن، جک پنیک، و پائول فیکس. Wayne produced this film. It was later Colorized. | [ ۱۶۷ ] [ ۱۶۸ ]       |
| ۱۹۴۹      | او یک روبان زرد بست                                                                                       | سروان Nathan Brittles                        | جان فورد                                                          | Arg RKO | به همراه جان آگار، جوآن درو، ویکتور مک‌لاگلن، Harry Carey, Jr. , فرانسیس فورد، میلدرد ناتویک، جورج اوبرایان، جک پنیک (در عنوان‌بندی نیامده)، و پائول فیکس (در عنوان‌بندی نیامده). دومین از "تریلوژی سواره‌نظام" فورد. Filmed in تکنی کالر on location در مانیومنت ولی. | [ ۱۶۹ ] [ ۱۷۰ ]       |
| ۱۹۴۹      | Screen Snapshots: Hollywood Rodeo                                                                         | خودش                                         | رالف استاب                                                        | Col | مستند کوتاه. |                       |
| ۱۹۴۹      | شن‌های آیو جیما                                                                                            | گروهبان John M. Stryker                      | آلن دوان                                                          | Rep | به همراه جان آگار، فارست تاکر، و ریچارد جاکل. اولین نامزدی وین برای جایزه اسکار بخاطر این فیلم. It was later Colorized. | [ ۱۷۱ ]               |
| ۱۹۵۰      | ریو گرانده                                                                                                | ستوان سرهنگ Kirby Yorke                      | جان فورد                                                          | Arg Rep | به همراه مورین اوهارا، Ben Johnson، کلود جرمن جونیور, Harry Carey, Jr. , کن کورتیز، ویکتور مک‌لاگلن، چیل ویلز، جک پنیک (در عنوان‌بندی نیامده)، و پاتریک وین (در عنوان‌بندی نیامده). آخرین از "تریلوژی سواره‌نظام" فورد و Wayne's first of five teamings به همراه مورین اوهارا. Filmed on location in دره یادبود. It was later Colorized. | [ ۱۷۲ ] [ ۱۷۳ ]       |
| ۱۹۵۰      | Screen Snapshots: Hollywood's Famous Feet                                                                 | خودش (در عنوان‌بندی نیامده)                   | نامعلوم                                                           | Col | مستند کوتاه. |                       |
| ۱۹۵۱      | Screen Snapshots: Reno's Silver Spur Awards                                                               | خودش                                         | Ralph Staub                                                       | Col | مستند کوتاه. |                       |
| ۱۹۵۱      | Operation Pacific                                                                                         | "Duke" Gifford                               | George Waggner                                                    | WB | به همراه پاتریشیا نئال، ویلیام کمبل، جک پنیک، مارتین میلنر, Kathryn Givney, فیلیپ کری، و وارد باند. | [ ۱۷۴ ]               |
| ۱۹۵۱      | The Screen Director                                                                                       | خودش                                         |                                                                   | WB | A promotional short featuring a scene on the set of Operation Pacific به همراه جان فورد directing Wayne. (در واقع، George Waggner کارگردان این فیلم بود، بنابراین this scene was obviously staged.) |                       |
| ۱۹۵۱      | Screen Snapshots: Hollywood Awards                                                                        | خودش                                         | Ralph Staub                                                       | Col | مستند کوتاه. |                       |
| ۱۹۵۱      | Flying Leathernecks                                                                                       | Major Dan Kirby                              | نیکلاس ری                                                         | RKO | به همراه رابرت رایان، Jay C. Flippen، و جان میچام (برادر جوان‌تر رابرت میچام). توسط هوارد هیوز تهیه شد. | [ ۱۷۵ ]               |
| ۱۹۵۲      | Miracle in Motion                                                                                         | راوی                                         |                                                                   | Rep | Wayne narrates this fund-raiser for the benefit of the United Cerebral Palsy Foundation. |                       |
| ۱۹۵۲      | مرد آرام                                                                                                  | Sean Thornton                                | جان فورد                                                          | Arg Rep | به همراه مورین اوهارا، وارد باند، ویکتور مک‌آلن، بری فیتزجرالد، کن کرتیس، میلدرد ناتویک، و فرانسیس فورد. Filmed in تکنی کالر on location در ایرلند. One of Wayne's most beloved films. فرزندانش مایکل، پتریک، ملیندا، و آنتونیا نقش‌های کوتاهی داشتند. Wayne was second unit director بخاطر این فیلم although he was uncredited. | [ ۱۷۶ ]               |
| ۱۹۵۲      | جیم مک‌لین بزرگ                                                                                            | Big Jim McLain                               | ادوارد لودویگ                                                     | W-F WB | به همراه جیمز آرنس، آلن نیپی‌یر, Hans Conreid, هری مورگان (uncredited، در نقش راوی), ویلیام فارست (در عنوان‌بندی نیامده)، و پائول فیکس (Voice, uncredited). یک فیلم اکشن ضد-کمونیستی. توسط وین تهیه شد. | [ ۱۷۷ ]               |
| ۱۹۵۳      | Trouble Along the Way                                                                                     | Steve Aloysius Williams                      | مایکل کورتیز                                                      | WB | به همراه چارلز کوبرن، شری جکسون، دبز گریر، چاک کانرس، و اولان سول (در عنوان‌بندی نیامده). | [ ۱۷۸ ]               |
| ۱۹۵۳      | Three Lives                                                                                               | خودش/Commentator                             | نامعلوم                                                           | نامعلوم | یک موضوع کوتاه. |                       |
| ۱۹۵۳      | Island in the Sky                                                                                         | سروان Dooley                                 | ویلیام ولمن                                                       | W-F WB | به همراه لوید نولان، والتر آبل, James Arness, مایک کانرز، اندی دیواین, Harry Carey, Jr. , فس پارکر (در عنوان‌بندی نیامده)، و پائول فیکس. Wayne also produced. | [ ۱۷۹ ]               |
| ۱۹۵۳      | Hondo | Hondo Lane                                   | جان فارو                                                          | W-F WB | به همراه جرالدین پیج، مایکل پتی, James Arness و وارد باند. بر اساس داستانی نوشته Louis L'Amour. Filmed in 3D و WarnerColor. Wayne also produced. | [ ۱۸۰ ] [ ۱۸۱ ]       |
| ۱۹۵۳      | The Colgate Comedy Hour                                                                                   | خودش/Actor                                   | اپیزود: #۴٫۲                                                      | نامعلوم | یک مجموعه تلویزیونی. به همراه جیمی درنت. |                       |
| ۱۹۵۳      | The 25th Annual Academy Awards                                                                            | خودش                                         |                                                                   | نامعلوم | He accepted the Best Actor award for گری کوپر. |                       |
| ۱۹۵۳      | The Colgate Comedy Hour                                                                                   | خودش                                         | اپیزود: #۶٫۹                                                      | نامعلوم | یک مجموعه تلویزیونی. به همراه جیمی درنت. |                       |
| ۱۹۵۴      | The 26th Annual Academy Awards                                                                            | خودش                                         |                                                                   | نامعلوم | Wayne was seen in the audience. |                       |
| ۱۹۵۴      | This is Your Life                                                                                         | خودش                                         | نامعلوم                                                           | اپیزود: ویلیام ولمن | یک مجموعه تلویزیونی. وین در نقش خودش ظاهر شد. |                       |
| ۱۹۵۴      | متکبرها                                                                                                   | دن رومن                                      | ویلیام ولمن                                                       | WB W-F Batjac Par | به همراه کلر تروور، رابرت استاک، Doe Avedon، لارین دی، ویلیام کمبل، فیل هریس، رابرت نیوتن، پال کلی، جن استرلینگ، جان کوالن، جولی میچام (رابرت میچام's sister), کارل اسویتسر، والی براون, جوی کیم، پدرو گونزالز گونزالز، و پائول فیکس. وین همچنین این درام هوانوردی را تهیه کرد. A big hit, filmed in سینماسکوپ و WarnerColor. This was Wayne's first wide-screen film since The Big Trail (۱۹۳۰). | [ ۱۸۲ ]               |
| ۱۹۵۵      | The Sea Chase                                                                                             | سروان Karl Ehrlich                           | جان فارو                                                          | WB | به همراه دیوید فرار، تب هانتر، جان دوست، لایل بتگر, James Arness, کلود ایکینز، و پائول فیکس. Filmed in سینماسکوپ و WarnerColor on location in هاوایی. Wayne took یک نقش غیرعادی به عنوان یک افسر نیروی دریایی آلمان، در جنگ جهانی دوم. | [ ۱۸۳ ]               |
| ۱۹۵۵      | Screen Snapshots: آل جولسون کبیر                                                                          | خودش                                         | Ralph Staub                                                       | Col | مستند کوتاه salute جولسون. Wayne is one of the celebrities shown در فیلم. |                       |
| ۱۹۵۵      | دود اسلحه                                                                                                 | خودش                                         | چارلز مارکیز وارن                                                 | اپیزود: Matt Gets It | جان وین presents the first episode of "Gunsmoke" و introduced his good friend جیمز آرنس. |                       |
| ۱۹۵۵      | Sheilah Graham in Hollywood                                                                               | خودش                                         | نامعلوم                                                           | اپیزود: John Wayne | یک مجموعه تلویزیونی. وین در نقش خودش ظاهر شد. |                       |
| ۱۹۵۵      | Screen Directors Playhouse                                                                                | Mike Cronin                                  | جان فورد                                                          | مجموعه تلویزیونی، ۱ اپیزود: Rookie of the Year                                                                                        | به همراه وارد باند، پاتریک وین، و ورا مایلز. |                       |
| ۱۹۵۵      | The Milton Berle Show                                                                                     | خودش                                         | نامعلوم                                                           | اپیزود: #۸٫۱ | مجموعه تلویزیونی کمدی. |                       |
| ۱۹۵۵      | عاشقتم لوسی (مجموعه تلویزیونی)                                                                            | خودش                                         | نامعلوم                                                           | اپیزود: Lucy و John Wayne | Wayne's first of two appearances on I Love Lucy. |                       |
| ۱۹۵۵      | ویترین تولیدکنندگان                                                                                       | خودش                                         | نامعلوم                                                           | اپیزود: Dateline II | یک مجموعه تلویزیونی. وین در نقش خودش ظاهر شد. |                       |
| ۱۹۵۵      | Blood Alley                                                                                               | Captain Tom Wilder                           | ویلیام ولمن                                                       | WB | به همراه لورن باکال، مایک مازورکی، پائول فیکس، جوی کیم، و جیمز هنگ (در عنوان‌بندی نیامده). Filmed in سینماسکوپ و WarnerColor. Wayne produced this film و replaced رابرت میچام after firing him. | [ ۱۸۴ ]               |
| ۱۹۵۵      | Casablanca                                                                                                | خودش (special guest)                         | نامعلوم                                                           | اپیزود: Who Holds Tomorrow | یک مجموعه تلویزیونی. وین در نقش خودش ظاهر شد. |                       |
| ۱۹۵۶      | فاتح | تموچین (چنگیزخان)                            | دیک پاول                                                          | RKO | به همراه پدرو آرمنداریز، اگنس مورهد، ویلیام کنراد، لی وان کلیف، مایکل وین (در عنوان‌بندی نیامده)، و Patrick Wayne (در عنوان‌بندی نیامده). Filmed in سینماسکوپ و تکنی کالر. توسط هوارد هیوز تهیه شد. Generally regarded as one of the فهرست بدترین فیلم‌ها از نگاه منتقدان مختلف. | [ ۱۸۵ ]               |
| ۱۹۵۶      | Climax!                                                                                                   | خودش                                         | نامعلوم                                                           | اپیزود: The Lovella Parsons Story | یک مجموعه تلویزیونی. وین در نقش خودش ظاهر شد. |                       |
| ۱۹۵۶      | Screen Directors Playhouse                                                                                | خودش                                         | فرد زینمان                                                        | اپیزود: Markheim | یک مجموعه تلویزیونی. وین در نقش خودش ظاهر شد. |                       |
| ۱۹۵۶      | جویندگان                                                                                                  | Ethan Edwards                                | جان فورد                                                          | CVW WB | به همراه جفری هانتر، ورا مایلز، ناتالی وود، وارد باند، Henry Brandon، الیو کری، جان کوالن، هنک وردن, Patrick وین، Harry Carey, Jr. , جک پنیک (در عنوان‌بندی نیامده)، و کن کرتیس. Filmed in VistaVision و تکنی کالر. Generally regarded as one of the greatest movies ever made. | [ ۱۸۶ ] [ ۱۸۷ ]       |
| ۱۹۵۷      | نشان عقاب                                                                                                 | Frank "Spig" Wead                            | جان فورد                                                          | ام‌جی‌ام | به همراه مورین اوهارا، دن دیلی، وارد باند، کن کرتیس، ادموند لو، جک پنیک (در عنوان‌بندی نیامده), William Henry (در عنوان‌بندی نیامده)، و Olive Carey (در عنوان‌بندی نیامده). Filmed in Metrocolor. | [ ۱۸۸ ]               |
| ۱۹۵۷      | Jet Pilot                                                                                                 | Colonel Jim Shannon                          | جوزف فون اشترنبرگ                                                 | RKO Uni | به همراه جنت لی، پائول فیکس، Hans Conreid, دنور پیل، Jay C. Flippen، ایوان تریسولت، Roland Winters، پل فریز (در عنوان‌بندی نیامده), جین اونس (در عنوان‌بندی نیامده)، و بیل آروین (در عنوان‌بندی نیامده). Filmed in تکنی کالر و released in RKO-Scope. Shot in ۱۹۴۹–۵۰ اما not released تا ۱۹۵۷. توسط هوارد هیوز تهیه شد. Generally regarded as one of Wayne's worst films. | [ ۱۸۹ ]               |
| ۱۹۵۷      | افسانه گمشده                                                                                              | Joe January                                  | هنری هاتاوی                                                       | Batjac UA | به همراه سوفیا لورن, Rossano Brazzi، و Marsha Hunt (در عنوان‌بندی نیامده). Filmed in Technirama و تکنی کالر on location in the Libyan desert. | [ ۱۹۰ ]               |
| ۱۹۵۸      | I Married a Woman                                                                                         | خودش                                         | Hal Kanter                                                        | RKO Uni | Wayne has an unbilled cameo in this minor comedy بازیگران: George Gobel و دایانا دورس. Filmed in RKO-Scope و سیاه و سفید except for one of Wayne's two scenes, which was shot in تکنی کالر. | [ ۱۹۱ ]               |
| ۱۹۵۸      | The 30th Annual Academy Awards                                                                            | خودش                                         | نامعلوم                                                           | نامعلوم | He presented the award for Best Actress. |                       |
| ۱۹۵۸      | The Barbarian و the Geisha                                                                                | تاونسند هریس                                 | جان هیوستون                                                       | 20th | به همراه سام جافی. Inspired توسط یک داستان واقعی. Filmed in سینماسکوپ و Eastmancolor. | [ ۱۹۲ ]               |
| ۱۹۵۸      | Screen Snapshots: Salute to Hollywood                                                                     | خودش                                         | نامعلوم                                                           | Col | مستند کوتاه. |                       |
| ۱۹۵۸      | Wide Wide World                                                                                           | خودش                                         | TV series/مستند                                                   | اپیزود: The وسترن | مجموعه تلویزیونی مستند |                       |
| ۱۹۵۹      | World's Heavyweight Championship Fight: Floyd Patterson در برابر Ingemar Johansson قهرمان سنگین وزن اروپا | خودش (در عنوان‌بندی نیامده)                   | نامعلوم                                                           | نامعلوم | مستند کوتاه. |                       |
| ۱۹۵۹      | ریو براوو                                                                                                 | John T. Chance                               | هاوارد هاکس                                                       | Arm WB | به همراه انجی دیکینسون، دین مارتین، ریکی نلسون، والتر برنان، وارد باند، جان راسل، کلود ایکینز، پدرو گونزالز گونزالز، Estelita Rodriguez، رابرت دانر (در عنوان‌بندی نیامده)، و یاکیما کانوت (در عنوان‌بندی نیامده). Generally regarded as one of Wayne's best, providing the template و format for many of his later films. It was filmed در Old Tucson Studios. | [ ۱۹۳ ] [ ۱۹۴ ]       |
| ۱۹۵۹      | The 31st Annual Academy Awards                                                                            | خودش                                         | نامعلوم                                                           | نامعلوم | He presented the award for Best Actor. |                       |
| ۱۹۵۹      | سواره‌نظام                                                                                                 | سرهنگ John Marlowe                           | جان فورد                                                          | UA | به همراه ویلیام هولدن، هوت گیبسون، William Forrest، دنور پیل، هنک وردن، کن کرتیس، William Henry, جک پنیک (در عنوان‌بندی نیامده)، و استروتر مارتین. Filmed in Deluxe color. | [ ۱۹۵ ] [ ۱۹۶ ]       |
| ۱۹۶۰      | آلامو | سرهنگ دیوی کراکت                             | جان وین                                                           | Batjac UA | به همراه ریچارد ویدمارک، لارنس هاروی، ریچارد بون، چیل ویلز، فرانکی آوالون, Patrick وین، هنک وردن، کن کرتیس، Pilar Wayne (در عنوان‌بندی نیامده), Toni Wayne (در عنوان‌بندی نیامده), Aissa Wayne (as Lisa Angelica Dickinson), Denver Pyle, William Henry, جک پنیک (در عنوان‌بندی نیامده)، و Olive Carey. Wayne fulfilled a long-time dream by producing, directing، و بازیگران: in this epic telling of the battle for Texas independence. Filmed in Todd-AO و تکنی کالر. | [ ۱۹۷ ] [ ۱۹۸ ]       |
| ۱۹۶۰      | The Spirit of The Alamo                                                                                   | خودش                                         | نامعلوم                                                           | ABC Channel | A مستند on The Alamo hosted by Wayne. It aired on November 14, 1960. |                       |
| ۱۹۶۰      | The 32nd Annual Academy Awards                                                                            | خودش                                         | نامعلوم                                                           | نامعلوم | He presented the award for Best Director. |                       |
| ۱۹۶۰      | The Jack Paar Tonight Show                                                                                | خودش                                         | نامعلوم                                                           | اپیزود: #۴٫۵ | A TV talk show. Wayne as خودش. |                       |
| ۱۹۶۰      | شمال به آلاسکا                                                                                            | Sam McCord                                   | هنری هاتاوی                                                       | 20th | به همراه کاپوسین، استوارت گرانجر، ارنی کوواچ، Fabian، استنلی آدامز، کاتلین فریمن و کارل سونسون (بازیگر). A light-hearted وسترن. Filmed in سینماسکوپ و Deluxe color. | [ ۱۹۹ ] [ ۲۰۰ ]       |
| ۱۹۶۰      | The جک بنی Program                                                                                        | خودش                                         | نامعلوم                                                           | اپیزود: The John Wayne Show | مجموعه تلویزیونی کمدی. وین در نقش خودش ظاهر شد. |                       |
| ۱۹۶۰      | Wagon Train                                                                                               | General William Tecumseh Sherman             | جان فورد                                                          | اپیزود تلویزیونی: The Colter Craven Story                                                                                             | یک مجموعه تلویزیونی. به همراه his friend وارد باند. |                       |
| ۱۹۶۰      | شغل من چیست؟                                                                                              | خودش/Mystery Guest                           | نامعلوم                                                           | اپیزود: ۱۱–۱۳–۱۹۶۰ | A TV quiz show. وین در نقش خودش ظاهر شد. |                       |
| ۱۹۶۰–۱۹۶۴ | Cinépanorama                                                                                              | خودش                                         | نامعلوم                                                           | اپیزودهای: ۱۲–۱۷–۱۹۶۰ و ۱۲–۲۶–۱۹۶۴ | یک مجموعه تلویزیونی. وین در نقش خودش ظاهر شد. |                       |
| ۱۹۶۰      | The Ed Sullivan Show                                                                                      | خودش                                         | نامعلوم                                                           | اپیزود: #۱۴٫۶ | یک مجموعه تلویزیونی. وین در نقش خودش ظاهر شد. |                       |
| ۱۹۶۱      | The Challenge of Ideas                                                                                    | خودش                                         |                                                                   | | An anti-communist propaganda short. به همراه جک وب، هلن هیز، و Chet Huntley. | [ ص ]                 |
| ۱۹۶۱      | کومانچروها                                                                                                | Jake Cutter                                  | مایکل کورتیز                                                      | 20th | به همراه اینا بلین، استوارت ویتمن، نحمیا پرسوف، لی ماروین, Bruce Cabot, Patrick وین، جان کوالن، جک ایلام، مایکل آنسارا, John Lormer (در عنوان‌بندی نیامده), جورج ج. لوئیس (در عنوان‌بندی نیامده)، و Aissa Wayne (uncredited، در نقش Bessie Marshall). Filmed in سینماسکوپ و Deluxe color. The last film directed by Curtiz. | [ ۲۰۱ ] [ ۲۰۲ ]       |
| ۱۹۶۲      | Alcoa Premiere                                                                                            | گروهبان -Umpire in Korea                     | جان فورد                                                          | اپیزود: Flashing Spikes | یک مجموعه تلویزیونی. وین در نقش خودش ظاهر شد. He was billed as "Michael Morris". |                       |
| ۱۹۶۲      | مردی که لیبرتی والانس را کشت                                                                              | Tom Doniphon                                 | جان فورد                                                          | Par | به همراه جیمز استوارت، لی ماروین، ادموند اوبرایان، ورا مایلز، وودی استرود، وy Devine, William Henry (در عنوان‌بندی نیامده), رابرت دانر (در عنوان‌بندی نیامده), لی وان کلیف، استروتر مارتین، Denver Pyle, جان کوالن، جک پنیک (در عنوان‌بندی نیامده), Ken Murray و جان کارادین. One of Wayne's best films. | [ ۲۰۳ ] [ ۲۰۴ ]       |
| ۱۹۶۲      | هاتاری!                                                                                                   | Sean Mercer                                  | هاوارد هاکس                                                       | Par | به همراه رد باتنز، هاردی کروگر، السا مارتینلی، Valentin de Vargas، ژرار بلان، میشل ژیراردون، و Bruce Cabot. Filmed in تکنی کالر on location in تانگانیکا. | [ ۲۰۵ ]               |
| ۱۹۶۲      | طولانی‌ترین روز                                                                                            | ستوان سرهنگ Benjamin Vandervoort             | کن آناکین Andrew Marton Bernard Wicki داریل اف. زانوک گرد اوسوالد | 20th | به همراه شان کانری، رابرت میچام، ادی آلبرت، رابرت واگنر، هنری فوندا، مل فرر, Red Buttons, کورد یورگنس، رودی مک‌داول, Fabian, پل آنکا, Stuart Whitman, ریچارد برتون، راد استایگر، جفری هانتر، جورج سگال، گرت فروبه، و ریچارد داوسون (در عنوان‌بندی نیامده). Wayne was part of an all-star cast in this epic retelling of the پیاده شدن در نرماندی invasion of June 6, 1944. Filmed in سیاه و سفید و سینماسکوپ. It was later Colorized. | [ ۲۰۶ ]               |
| ۱۹۶۲      | چگونه غرب تسخیر شد                                                                                        | ژنرال ویلیام شرمن                            | جان فورد هنری هاتاوی جرج مارشال                                   | ام‌جی‌ام | An all-star epic. Wayne appeared in the American Civil War sequence directed by Ford. Also appearing in this sequence were جورج پپارد، راس تامبلین، کن کرتیس (در عنوان‌بندی نیامده)، و هری مورگان (در نقش یولیسیز سایمن گرانت). Also appearing in this movie are, هنری فوندا، کارل مالدن، گریگوری پک، ایلای والاک، والتر برنان، Andy Devine, Raymond Massey, Agnes Moorehead, ریموند مسی, Richard Widmark, لی جی. کاب، دبی رینولدز و کارولین جونز. Filmed in تکنی کالر و Cinerama. | [ ۲۰۷ ] [ ۲۰۸ ] [ ع ] |
| ۱۹۶۲      | Here's Hollywood                                                                                          | خودش                                         | نامعلوم                                                           | اپیزود: #۲٫۲۲۹ | یک مجموعه تلویزیونی. وین در نقش خودش ظاهر شد. |                       |
| ۱۹۶۳      | The Dick Powell Show                                                                                      | خودش                                         | نامعلوم                                                           | اپیزود: The Third Side of a Coin | A TV درام series. وین در نقش خودش ظاهر شد. |                       |
| ۱۹۶۳      | داناوانز ریف                                                                                              | Michael Patrick Donovan                      | جان فورد                                                          | Par | به همراه Lee Marvin, Elizabeth Allen، جک واردن، سزار رومرو, Mike Mazurka, مارسل دالیو, Patrick Wayne (در عنوان‌بندی نیامده), Dan Ford (uncredited, جان فورد's grandson)، و Aissa Wayne (uncredited، در نقش Native Girl). Filmed in تکنی کالر on location in Kauai, هاوایی. Wayne's last film به همراه director جان فورد. | [ ۲۰۹ ]               |
| ۱۹۶۳      | مک‌لین تاک!                                                                                                | George Washington McLintock                  | اندرو وی. مک‌لاگلن                                                 | Batjac UA | به همراه مورین اوهارا، استفانی پاورز، جک کروشن, Bruce Cabot, استروتر مارتین، هنک وردن، ایوان دکارلو، جری ون دایک, Patrick وین، Michael Pate, Edward Faulkner، Olaf Wieghorst (در عنوان‌بندی نیامده)، و Aissa Wayne (as Alice Warren). A big favorite به همراه Wayne fans. His first film به همراه director McLaglen. Filmed in پاناویژن و تکنی کالر. It was filmed at Old Tucson Studios. | [ ۲۱۰ ] [ ۲۱۱ ]       |
| ۱۹۶۴      | دنیای سیرک (عنوان ایالات متحده)                                                                           | مت مسترز                                     | هنری هاتاوی                                                       | SB UA | به همراه کلودیا کاردیناله، ریتا هیورث، لوید نولان، ریچارد کونته، و جان اسمیت. Filmed in 70 mm Super Technirama و تکنی کالر. Originally presented in Cinerama. | [ ۲۱۲ ]               |
| ۱۹۶۵      | بزرگترین داستان عالم                                                                                      | The Centurion (Longinus)                     | جرج استیونس                                                       | UA | Director Stevens' large-scale telling of the life of Jesus Christ (played by مکس فون سیدو) به همراه an all-star supporting cast. Wayne has a cameo as the Roman centurion who leads Christ to his crucifixion. Cast: چارلتون هستون، خوزه فرر، تلی ساوالاس، Michael Anderson, Jr., رودی مک‌داول، اد وین، مایکل آنسارا، اینا بلین، پت بون، ویکتور بوینو، جان کارادین، آنجلا لنسبوری، رابرت لوگیا، شلی وینترز، نحمیا پرسوف، ریچارد کونته، سیدنی پوآتیه، مارتین لاندو، دیوید مک‌کالوم، جیمی فار, Joseph Sirola, مارک لنارت، جنت مارگولین، دوروتی مک‌گوایر، سال مینئو، دونالد پلیسنس، کلود رینس، گری ریموند، جان ابوت (بازیگر)، رابرت بلیک (هنرپیشه), Tom Reese, جان کراوفورد، وان هفلین، و Jay C. Flippen (در عنوان‌بندی نیامده). | [ ۲۱۳ ]               |
| ۱۹۶۵      | در راه خطر                                                                                                | سروان Rockwell Torrey                        | اتو پرمینجر                                                       | Sig Par | به همراه پاتریشیا نئال، کرک داگلاس، تام ترایون، پائولا پرنتیس، بورگس مریدیت، براندون دی وایلد، هنری فوندا، جرج کندی، کرول اکونر، اسلیم پیکنز، جیمز میچام (پسر رابرت میچام), جیل هیورث، Dana Andrewsl و هیو اوبراین (در عنوان‌بندی نیامده). Filmed in Panavision. آخرین فیلم سیاه و سفید وین. | [ ۲۱۴ ]               |
| ۱۹۶۵      | The Making of In Harm's Way                                                                               | خودش                                         | نامعلوم                                                           | مستند کوتاه | مستند کوتاه دربارهٔ the making of In Harm's Way. وین در نقش خودش ظاهر شد. |                       |
| ۱۹۶۵      | پسران کتی الدر                                                                                            | جان الدر                                     | هنری هاتاوی                                                       | Par | به همراه دین مارتین، ارل هالیمن, Michael Anderson, Jr. , جیمز گرگوری، دنیس هاپر، جرملی اسلیت، Rhys Williams، جان دوست, پائول فیکس، استروتر مارتین, Karl Swenson, جرج کندی، و Percy Helton as Mr. Peeves. به صورت Panavision و تکنی کالر فیلم‌برداری شد on location نزدیکی دورانگو، مکزیک. | [ ۲۱۵ ] [ ۲۱۶ ]       |
| ۱۹۶۶      | نمایش لوسی                                                                                                | خودش                                         | نامعلوم                                                           | اپیزود: لوسی و جان وین | مجموعه تلویزیونی کمدی. وین در نقش خودش ظاهر شد. |                       |
| ۱۹۶۶      | Magic Mansion                                                                                             | خودش                                         | نامعلوم                                                           | اپیزود: Ride' Em Cowboy | یک مجموعه تلویزیونی. وین در نقش خودش ظاهر شد. |                       |
| ۱۹۶۶      | Cast a Giant Shadow                                                                                       | Gen. Mike Randolph                           | ملویل شاولسون                                                     | Batjac UA | به همراه کرک داگلاس، زنتا برگر, انجی دیکینسون، و مایکل داگلاس (در عنوان‌بندی نیامده). وین، یول برینر، و فرانک سیناترا did guest star appearances in the biopic of سرهنگ David "Mickey" Marcus (Douglas). به صورت تکنی کالر فیلم‌برداری شد. | [ ۲۱۷ ]               |
| ۱۹۶۶      | نمایش مرو گریفین                                                                                          | خودش/میهمان                                  | نامعلوم                                                           | اپیزود: ۳–۱۶–۱۹۶۶ | A TV talk show. وین در نقش خودش ظاهر شد. |                       |
| ۱۹۶۶–۱۹۶۹ | نمایش رد اسکلتون                                                                                          | خودش                                         | نامعلوم                                                           | اپیزودهای: رد اسکلتون Scrapbook 66 (خودش/میهمان Host)، و John Wayne's 40th Anniversary AKA Homing و True Grits (خودش/Rooster Cogburn) | مجموعه تلویزیونی کمدی. وین در نقش خودش ظاهر شد. |                       |
| ۱۹۶۶      | ال‌دورادو                                                                                                  | Cole Thornton                                | هاوارد هاکس                                                       | Par | به همراه رابرت میچام، جیمز کان، آرتور هانیکات، کریستوفر جورج، اد اسنر، رابرت دانر، جانی کراوفورد، آر. جی. آرمسترانگ، جیم دیویس, Olaf Wieghorst, John Gabriel, William Henry (در عنوان‌بندی نیامده), جان میچام (در عنوان‌بندی نیامده), دان کالیر (در عنوان‌بندی نیامده)، و پائول فیکس. Filmed in تکنی کالر on location در آریزونا. Filmed before, اما released after, The War Wagon. It was filmed در Old Tucson Studios. | [ ۲۱۸ ] [ ۲۱۹ ]       |
| ۱۹۶۷      | The Artist و the American West                                                                            | خودش                                         | نامعلوم                                                           | مستند کوتاه | مستند کوتاه دربارهٔ the film "El Dorado". |                       |
| ۱۹۶۷      | A Nation Builds Under Fire                                                                                | خودش                                         | Harry Middleton                                                   | | مستند کوتاه dealing به همراه Vietnam. | [ ف ]                 |
| ۱۹۶۷      | دلیجان آتش                                                                                                | Taw Jackson                                  | برت کندی                                                          | Batjac Uni | به همراه کرک داگلاس، هاوارد کیل، رابرت واکر جونیور, Bruce Cabot, جین اونس، بروس درن، و دان کالیر. به صورت Panavision و تکنی کالر فیلم‌برداری شد on location in دورانگو. | [ ۲۲۰ ] [ ۲۲۱ ]       |
| ۱۹۶۷      | The Beverly Hillbillies                                                                                   | خودش                                         | Joseph Depew                                                      | مجموعه تلویزیونی، اپیزود: The Indians are Coming                                                                                      | Wayne was a guest star in one episode. |                       |
| ۱۹۶۷      | نمایش دین مارتین                                                                                          | خودش                                         | نامعلوم                                                           | اپیزودهای: ۵–۱۵–۱۹۶۷، ۵–۱۶–۱۹۶۷، ۵–۱۷–۱۹۶۷، ۵–۱۸–۱۹۶۷، و ۵–۱۹–۱۹۶۷.                                                                   | یک مجموعه تلویزیونی. وین در نقش خودش ظاهر شد. |                       |
| ۱۹۶۸      | کلاه‌سبزها                                                                                                 | سرهنگ Mike Kirby                             | جان وین Ray Kellogg                                               | Batjac WB | به همراه دیوید جانسن، جیم هوتن، آلدو ری, Bruce Cabot, Patrick وین، جرج تاکی, Mike Henry, Richard 'Cactus' Pryor, لوک اسکیو، جیسون اورز، و Edward Faulkner. Wayne's controversial take on the جنگ ویتنام. به صورت Panavision و تکنی کالر فیلم‌برداری شد on location در فورت بنینگ، جورجیا. Co-directed by an uncredited مروین لیروی، اما credit given instead to Ray Kellogg. | [ ۲۲۲ ] [ ک ]         |
| ۱۹۶۸      | Hellfighters                                                                                              | Chance Buckman                               | اندرو وی. مک‌لاگلن                                                 | Uni | به همراه Katherine Ross, ورا مایلز، Edmund Hagman, Albert Morin, جان آلدرسون (بازیگر), Edward Coleman, جیم هوتن، Bruce Cabot, Jay C. Flippen, Edward Faulkner, Barbara Stuart, Valentin de Vargas, Richard 'Cactus' Pryor, پدرو گونزالز گونزالز (در عنوان‌بندی نیامده)، و جان استیونسن (در عنوان‌بندی نیامده). Wayne's character was based on real-life "hellfighter" رد ادایر. به صورت Panavision و تکنی کالر فیلم‌برداری شد. | [ ۲۲۳ ]               |
| ۱۹۶۸      | The Movie Makers                                                                                          | خودش                                         | نامعلوم                                                           | مستند کوتاه | مستند کوتاه. وین در نقش خودش ظاهر شد. |                       |
| ۱۹۶۸–۱۹۶۹ | The Joey Bishop Show                                                                                      | خودش                                         | نامعلوم                                                           | اپیزودهای: #۲٫۲۰۳، و #۳٫۲۳۸ | مجموعه تلویزیونی کمدی. وین در نقش خودش ظاهر شد. |                       |
| ۱۹۶۸–۱۹۷۳ | Rowan و Martin's Laugh-In                                                                                 | خودش                                         | نامعلوم                                                           | نامعلوم | او در اپیزودهای ذیل ظاهر شد #۱٫۷، #۱٫۸، #۱٫۹ (در عنوان‌بندی نیامده), #۱٫۱۱، #۱٫۱۲، #۱٫۱۳، #۱٫۱۴، #۲٫۱ (در عنوان‌بندی نیامده), #2.2, #5.8 (Guest Performer), #5.18, #5.23, #6.1 (Guest Performer)، و #۶٫۲۰. |                       |
| ۱۹۶۹      | شجاعت واقعی                                                                                               | U.S. Marshal Reuben J. "Rooster" Cogburn     | هنری هاتاوی                                                       | Par | به همراه کیم دربی، گلن کمبل، جرملی اسلیت، دنیس هاپر، رابرت دووال، استروتر مارتین، Jeff Corey, جان دوست، John Fielder، جی سیلورهیلز (در عنوان‌بندی نیامده), James McEachin (در عنوان‌بندی نیامده)، و هنک وردن (در عنوان‌بندی نیامده). Wayne's Academy Award-winning performance و آخرین فیلم وی به همراه هاتاوی. به صورت تکنی کالر فیلم‌برداری شد. | [ ۲۲۴ ] [ ۲۲۵ ]       |
| ۱۹۶۹      | The Undefeated                                                                                            | سرهنگ John Henry Thomas                      | Andrew V. McAllen                                                 | 20th | به همراه راک هادسن، Roman Gabriel, رابرت دانر، لی مری‌وثر, Bruce Cabot, Harry Carey, Jr. , گرگ پالمر، دان کالیر، پدرو آرماندریاز جونیور، داب تیلور, Edward Faulkner, James McEachin, Marian McCargo، ملیسا نیومن، رویال دانو، ریچارد مالیگن، و یان-مایکل وینسنت. Filmed in Panavision و Deluxe color. | [ ۲۲۶ ] [ ۲۲۷ ]       |
| ۱۹۶۹–۱۹۷۱ | The Glenn Campbell Good Time Hour                                                                         | خودش                                         | نامعلوم                                                           | اپیزودهای: #۱٫۴، و #۴٫۱ | یک مجموعه تلویزیونی. وین در نقش خودش ظاهر شد. |                       |
| ۱۹۷۰      | No Substitute for Victory                                                                                 | راوی                                         | Robert F. Slatzer                                                 | AK | A short in support of America's involvement in the جنگ ویتنام. به همراه ژنرال مارک دبلیو. کلارک، مارتا ری، Sam Yorty, ژنرال ویلیام وستمورلند، و لوول توماس. |                       |
| ۱۹۷۰      | چیزام | جان چیزام                                    | اندرو وی. مک‌لاگلن                                                 | Batjac WB | به همراه فارست تاکر، کریستوفر جورج, Bruce Cabot, پاتریک نولز، Geoffrey Deuel (در نقش بیلی د کید), کریستوفر میچوم، جان میچام، Ben Johnson, هنک وردن، رابرت دانر، اندرو پرین، لیندا دی جورج (کریستوفر جورج's Wife), گرگ پالمر, William Conrad (uncredited، در نقش Opening Credits راوی), پدرو گونزالز گونزالز، پدرو آرماندریاز جونیور، Ray Teal, ریچارد جاکل، لیندا دی جورج، و گلن کوربت (در نقش پت گرت). به صورت Panavision و تکنی کالر فیلم‌برداری شد. | [ ۲۲۸ ] [ ۲۲۹ ]       |
| ۱۹۷۰      | جان وین و Chisum                                                                                          | خودش                                         | نامعلوم                                                           | مستند کوتاه | مستند کوتاه دربارهٔ Chisum. وین در نقش خودش ظاهر شد. |                       |
| ۱۹۷۰      | ریو لوبو                                                                                                  | Cord McNally                                 | هاوارد هاکس                                                       | Par | به همراه Mike Henry, جنیفر اونیل، Jorge Rivero، جک ایلام، کریستوفر میچوم، شری لانسینگ، جرج پلیمپتن، ویکتور فرنچ، دیوید هادلستون، هنک وردن، رابرت دانر، Jim Davis, Susan Dosamantes, شری لانسینگ، پیتر جیسون, Bill Williams, Edward Faulkner, Don "Red" Berry (در عنوان‌بندی نیامده), گرگ پالمر (در عنوان‌بندی نیامده)، و Ethan Wayne (در عنوان‌بندی نیامده). Wayne's last film به همراه Hawks. به صورت تکنی کالر فیلم‌برداری شد. It was partially filmed at Old Tucson Studios. | [ ۲۳۰ ] [ ۲۳۱ ]       |
| ۱۹۷۰      | Plimpton! Shoot out at Rio Lobo                                                                           | خودش                                         | نامعلوم                                                           | مستند تلویزیونی | یک مستند دربارهٔ the making of Rio Lobo. وین در نقش خودش ظاهر شد. |                       |
| ۱۹۷۰      | The Movie Game                                                                                            | خودش                                         | نامعلوم                                                           | اپیزود: ۳–۱۶–۱۹۷۰ | یک مجموعه تلویزیونی. وین در نقش خودش ظاهر شد. |                       |
| ۱۹۷۰      | Swing Out, Sweet Land                                                                                     | خودش                                         | Stan Harris                                                       | فیلم تلویزیونی | به همراه جانی کش، گلن کمبل، بینگ کرازبی، جک بنی، دن بلاکر، لورن گرین، مایکل لندون، راسکو لی براون، دیوید نلسون، ریکی نلسون، دین مارتین، تام اسموترس، سلست هولم، ویلیام شاتنر، آن مارگرت، Ed McMahon، دیک مارتین، رد اسکلتون، باب هوپ، و Patrick Wayne (در عنوان‌بندی نیامده). A فیلم تلویزیونی available on DVD called John Wayne: A Tribute to America. |                       |
| ۱۹۷۰      | راکل! | خودش                                         | نامعلوم                                                           | فیلم تلویزیونی | یک ویژه تلویزیونی به همراه راکوئل ولش. وین در نقش خودش ظاهر شد trying to teach Raquel Welch how to shoot. |                       |
| ۱۹۷۰      | The 27th Annual Golden Globes Awards                                                                      | خودش                                         | نامعلوم                                                           | ویژه تلویزیونی | یک ویژه تلویزیونی. وین در نقش خودش ظاهر شد. He won for Best Actor in a motion picture درام و presented an award to سیسیل ب دومیل. |                       |
| ۱۹۷۰      | The 42nd Annual Academy Awards                                                                            | خودش                                         |                                                                   | نامعلوم | He won an award for Best Actor in a leading role (True Grit)، و presented the award for Best Cinematographer. |                       |
| ۱۹۷۰      | Harry Jacks: A Man و His Art                                                                              | راوی/Voice                                   | نامعلوم                                                           | نامعلوم | مستند کوتاه. وین در نقش خودش ظاهر شد. |                       |
| ۱۹۷۱      | Sehnsucht nach dem Wilden Westen                                                                          | خودش                                         | نامعلوم                                                           | فیلم تلویزیونی | A فیلم تلویزیونی. |                       |
| ۱۹۷۱      | جیک بزرگ                                                                                                  | Jacob McCandles                              | جورج شرمن                                                         | Batjac Par | به همراه مورین اوهارا، ریچارد بون، Patrick وین، Ethan Wayne, کریستوفر میچوم، Harry Carey, Jr. , Bruce Cabot, جان دوست، بابی وینتون، گرگ پالمر، گلن کوربت، جان آگار، چاک رابرتسون, Jim Davis, بابی وینتون، و هنک وردن. به صورت Panavision و تکنی کالر فیلم‌برداری شد. | [ ۲۳۲ ] [ ۲۳۳ ]       |
| ۱۹۷۱      | نمایش باب هوپ                                                                                             | خودش                                         | نامعلوم                                                           | اپیزود: ۱۱–۷–۱۹۷۱ | مجموعه تلویزیونی کمدی. وین در نقش خودش ظاهر شد. |                       |
| ۱۹۷۱      | Directed by جان فورد                                                                                      | خودش                                         | پیتر بوگدانوویچ                                                   | AFI | A مستند، narrated by اورسن ولز. |                       |
| ۱۹۷۱      | Everything You Wanted to Know About جک بنی اما Were afraid to Ask                                         | خودش                                         | نامعلوم                                                           | یک ویژه تلویزیونی | یک ویژه تلویزیونی. وین در نقش خودش ظاهر شد. |                       |
| ۱۹۷۱–۱۹۷۶ | The Tonight Show بازیگران: Johnny Carson                                                                  | خودش                                         | نامعلوم                                                           | نامعلوم | او در اپیزودهای ذیل ظاهر شد ۲–۷–۷۱، ۱–۴–۷۲، ۶–۷–۷۲، ۳–۲۲–۷۳، ۱۰–۱۵–۷۵، و ۱–۸–۷۶. |                       |
| ۱۹۷۱      | The American West of جان فورد                                                                             | خودش                                         | دنیس سندرز                                                        | نامعلوم | A مستند، به همراه هنری فوندا و Jimmy Stewart. |                       |
| ۱۹۷۱–۱۹۷۵ | V.I.P. Schaukel                                                                                           | خودش/Mystery Guest                           | نامعلوم                                                           | اپیزودهای: #۱٫۲۲، و #۵٫۴ | مستند کوتاه. وین در نقش خودش ظاهر شد. |                       |
| ۱۹۷۲      | کابوی‌ها                                                                                                   | Wil Andersen                                 | مارک رایدل                                                        | WB | به همراه راسکو لی براون، بروس درن، کالین دوهرست, Clay O'Brien, اسلیم پیکنز، Matt Clark، Charles Tyner، آلین آن مک‌لری، و دی‌فارست کلی. Filmed in Panavision 70 و تکنی کالر. Later یک مجموعه تلویزیونی. | [ ۲۳۴ ] [ ۲۳۵ ]       |
| ۱۹۷۲      | The Breaking of Boys و the Making of Men                                                                  | خودش                                         | نامعلوم                                                           | مستند کوتاه | مستند کوتاه دربارهٔ the movie The Cowboys. وین در نقش خودش ظاهر شد. |                       |
| ۱۹۷۲      | Cancel My Reservation                                                                                     | خودش                                         | Paul Bogart                                                       | WB | وین، بینگ کرازبی، جانی کارسون، و فلیپ ویلسون made brief, unbilled cameo appearances in this باب هوپ comedy. Cast: اوا ماری سنت, Keenan Wynn, آن آرچر، پت موریتا، چیف دن جورج، دودلز ویور, Tracy Bogart، و پال بوگارت (در عنوان‌بندی نیامده). به صورت تکنی کالر فیلم‌برداری شد. |                       |
| ۱۹۷۲      | The 44th Annual Academy Awards                                                                            | خودش                                         |                                                                   | نامعلوم | He was a presenter. |                       |
| ۱۹۷۲      | نمایش دیوید فراست                                                                                         | خودش                                         | نامعلوم                                                           | اپیزود: #۴٫۱۸۵ | مستند کوتاه. وین در نقش خودش ظاهر شد. |                       |
| ۱۹۷۳      | سارقین قطار                                                                                               | Lane                                         | برت کندی                                                          | Batjac WB | به همراه آن مارگرت، راد تیلور, Ben Johnson, کریستوفر جورج، ریکاردو مونتالبان, Jerry Gatlin، و بابی وینتون. به صورت Panavision و تکنی کالر فیلم‌برداری شد. | [ ۲۳۶ ] [ ۲۳۷ ]       |
| ۱۹۷۳      | The Wayne Train                                                                                           | خودش                                         | نامعلوم                                                           | مستند کوتاه | مستند کوتاه دربارهٔ the movie The Train Robbers. وین در نقش خودش ظاهر شد. |                       |
| ۱۹۷۳      | RCA's Opening Night                                                                                       | خودش                                         | نامعلوم                                                           | فیلم تلویزیونی | A فیلم تلویزیونی. وین در نقش خودش ظاهر شد. |                       |
| ۱۹۷۳      | Cavalcade of Champions                                                                                    | خودش                                         | نامعلوم                                                           | فیلم تلویزیونی | مستند کوتاه. وین در نقش خودش ظاهر شد. |                       |
| ۱۹۷۳      | Cahill, United States Marshal (عنوان ایالات متحده) Cahill (عنوان بریتانیا)                                | J.D. Cahill                                  | اندرو وی. مک‌لاگلن                                                 | Batjac WB | به همراه جرج کندی, Gary Grimes, نویل برند, Clay O'Brien, هنک وردن، Denver Pyle و پائول فیکس. به صورت Panavision و تکنی کالر فیلم‌برداری شد. | [ ۲۳۸ ] [ ۲۳۹ ]       |
| ۱۹۷۴      | McQ | Det. ستوان Lon McQ                           | جان استرجز                                                        | Batjac L-G WB | به همراه ادی آلبرت، جولی آدامز (هنرپیشه)، دایانا مالدور، راجر ای ماسلی، کلو گولگر، آل لتیری, William Bryant، و David Huddleston. به صورت Panavision و تکنی کالر فیلم‌برداری شد. The first of Wayne's two cop films made in the wake of کلینت ایستوود's success به همراه هری خبیث (۱۹۷۱). | [ ۲۴۰ ]               |
| ۱۹۷۴      | McQ: John Wayne in Action                                                                                 | خودش/Det. ستوان Lon McQ                      | نامعلوم                                                           | نامعلوم | A short featurette on the making of the film. |                       |
| ۱۹۷۴      | جان وین و گلن کمبل و the Musical West                                                                     | خودش                                         | نامعلوم                                                           | فیلم تلویزیونی | یک ویژه تلویزیونی. وین در نقش خودش ظاهر شد. |                       |
| ۱۹۷۴      | The دین مارتین Celebrity Roast: باب هوپ                                                                   | خودش (Pretaped Message)                      | نامعلوم                                                           | نامعلوم | یک مجموعه تلویزیونی. وین در نقش خودش ظاهر شد. |                       |
| ۱۹۷۴      | Maude | خودش                                         | Hal Cooper                                                        | مجموعه تلویزیونی، اپیزود: "Maude Meets the Duke".                                                                                     | Wayne appeared in the اپیزود: "Maude Meets the Duke". |                       |
| ۱۹۷۴      | Parkinson                                                                                                 | خودش                                         | نامعلوم                                                           | اپیزود: #۳٫۱۹ | یک مجموعه تلویزیونی. وین در نقش خودش ظاهر شد. |                       |
| ۱۹۷۴      | جایزه یک عمر دستاورد هنری بنیاد فیلم آمریکا: A Tribute to James Cagney                                    | خودش                                         | نامعلوم                                                           | نامعلوم | |                       |
| ۱۹۷۵      | برانیگان                                                                                                  | ستوان James Brannigan                        | داگلاس هیکاکس                                                     | UA | به همراه ریچارد آتن‌بورو، مل فرر، جان ورنن، جودی گیسون، و جان استراید. Filmed in Panavision و Deluxe colour on location in London. | [ ۲۴۱ ]               |
| ۱۹۷۵      | Texaco Presents: A Quarter Century of باب هوپ on Television                                               | خودش                                         | نامعلوم                                                           | فیلم تلویزیونی | یک ویژه تلویزیونی. وین در نقش خودش ظاهر شد. |                       |
| ۱۹۷۵      | باب هوپ on Campus                                                                                         | خودش                                         | نامعلوم                                                           | فیلم تلویزیونی | یک ویژه تلویزیونی. وین در نقش خودش ظاهر شد. |                       |
| ۱۹۷۵      | The 17th Annual TV Week Logie Awards                                                                      | خودش                                         | نامعلوم                                                           | نامعلوم | مستند کوتاه. وین در نقش خودش ظاهر شد. |                       |
| ۱۹۷۵      | Backstage in Hollywood                                                                                    | خودش                                         | نامعلوم                                                           | اپیزود: ۷–۲۴–۱۹۷۵ | یک مجموعه تلویزیونی. وین در نقش خودش ظاهر شد. |                       |
| ۱۹۷۵      | روستر کاگبرن                                                                                              | Marshal Reuben J. "Rooster" Cogburn          | Stuart Millar                                                     | Uni | به همراه کاترین هپبورن، آنتونی زربی، ریچارد جردن، جان مک‌اینتایر، استروتر مارتین، جک کولوین، پال کوسلو, John Lormer, لین اسمیت، وrew Prine (در عنوان‌بندی نیامده)، و DeForest Kelly (Cameo). به صورت Panavision و تکنی کالر فیلم‌برداری شد on location in Oregon. | [ ۲۴۲ ] [ ۲۴۳ ] [ ل ] |
| ۱۹۷۵      | The 47th Annual Academy Awards                                                                            | خودش                                         |                                                                   | نامعلوم | He presented an honorary award to هاوارد هاکس. |                       |
| ۱۹۷۶      | Backlot USA                                                                                               | خودش                                         | نامعلوم                                                           | فیلم تلویزیونی | A فیلم تلویزیونی. وین در نقش خودش ظاهر شد. |                       |
| ۱۹۷۶      | نمایش مایکل داگلاس                                                                                        | خودش                                         | نامعلوم                                                           | اپیزود: ۹–۲۱–۱۹۷۶ | یک مجموعه تلویزیونی. وین در نقش خودش ظاهر شد. |                       |
| ۱۹۷۶      | The 2nd Annual People's Choice Awards                                                                     | خودش                                         | نامعلوم                                                           | ویژه تلویزیونی | مستند کوتاه. وین در نقش خودش ظاهر شد. |                       |
| ۱۹۷۶      | An All Star Tribute to جان وین                                                                            | خودش (میهمان افتخاری)                        | نامعلوم                                                           | فیلم تلویزیونی | یک ویژه تلویزیونی. وین در نقش خودش ظاهر شد. |                       |
| ۱۹۷۶      | CBS Salutes Lucy: The First 25 Years                                                                      | خودش                                         | نامعلوم                                                           | فیلم تلویزیونی/مستند | یک ویژه تلویزیونی. وین در نقش خودش ظاهر شد. |                       |
| ۱۹۷۶      | Chesty: A Tribute to a Legend                                                                             | خودش                                         | جان فورد                                                          | | A tribute مستند on the most decorated U.S. Marine, Gen. Lewis B. "Chesty" Puller. در سال ۱۹۷۰ کامل شد، اما تا سال ۱۹۷۶، سه سال پس از مرگ فورد اکران شد. |                       |
| ۱۹۷۶      | America Salutes Richard Rodgers: The Sound of His Music                                                   | خودش                                         | نامعلوم                                                           | فیلم تلویزیونی | یک ویژه تلویزیونی. جان وین در نقش خودش. |                       |
| ۱۹۷۶      | تیرانداز                                                                                                  | John Bernard Books                           | دن سیگل                                                           | DDL PA | به همراه لورن باکال، ران هاوارد، جیمز استوارت، جان کارادین، هیو اوبراین، هری مورگان، ریچارد بون، اسکاتمن کوروترس، و شری نورث. به صورت تکنی کالر فیلم‌برداری شد. | [ ۲۴۴ ] [ ۲۴۵ ]       |
| ۱۹۷۷      | The 3rd Annaul People's Choice Awards                                                                     | خودش                                         | نامعلوم                                                           | ویژه تلویزیونی | Winner: Favorite Movie. |                       |
| ۱۹۷۷      | Home for the Seabees                                                                                      | خودش                                         | نامعلوم                                                           | مستند | A مستند. جان وین در نقش خودش. |                       |
| ۱۹۷۷      | An All-Star Tribute to الیزابت تیلور                                                                      | خودش                                         | نامعلوم                                                           | یک ویژه تلویزیونی | یک ویژه تلویزیونی. جان وین در نقش خودش. |                       |
| ۱۹۷۷      | Super Night at the Super Bowl                                                                             | خودش                                         | نامعلوم                                                           | یک ویژه تلویزیونی | یک ویژه تلویزیونی. جان وین در نقش خودش. |                       |
| ۱۹۷۷      | Jimmy Carter's Inaugural Address Gala                                                                     | خودش                                         | نامعلوم                                                           | ویژه تلویزیونی | یک ویژه تلویزیونی. جان وین در نقش خودش. |                       |
| ۱۹۷۸      | جایزه یک عمر دستاورد هنری بنیاد فیلم آمریکا: A Tribute to هنری فوندا                                      | خودش                                         |                                                                   | نامعلوم | He appeared in this ویژه تلویزیونی. |                       |
| ۱۹۷۸      | ABC's Silver Anniversary Celebration                                                                      | خودش                                         | نامعلوم                                                           | ویژه تلویزیونی | یک ویژه تلویزیونی. جان وین در نقش خودش. |                       |
| ۱۹۷۸      | تولدت مبارک، باب                                                                                          | خودش                                         | نامعلوم                                                           | ویژه تلویزیونی | یک ویژه تلویزیونی. جان وین در نقش خودش. |                       |
| ۱۹۷۸      | General Electric's All Star Anniversary                                                                   | خودش/میزبان                                  | نامعلوم                                                           | مستند تلویزیونی | A مستند تلویزیونی. جان وین در نقش خودش. |                       |
| ۱۹۷۸      | Early American Christmas                                                                                  | خودش                                         | نامعلوم                                                           | ویژه تلویزیونی | یک ویژه تلویزیونی. جان وین در نقش خودش. |                       |
| ۱۹۷۹      | The 51st Annual Academy Awards                                                                            | خودش                                         | نامعلوم                                                           | نامعلوم | He presented the award for Best Picture. |                       |
| ۱۹۷۹      | ویژه تابستانی باربارا والترز                                                                              | خودش                                         | نامعلوم                                                           | نامعلوم | He appeared in ویژه تلویزیونی January 10, 1979. It was one of his last interviews. |                       |

### پس از مرگش
در سال ۱۹۹۳، Wayne appeared posthumously as George Abitbol, the central character in the French TV film طبقه آمریکایی. The film, the story of which revolves around an investigation of Abitbol's death, consists entirely in cut-and-pasted extracts from other films, dubbed به همراه new lines in French و transformed into a new story. Raymond Loyer, who had dubbed Wayne into French in his previous films, returned to do so one last time.

## نگارخانه

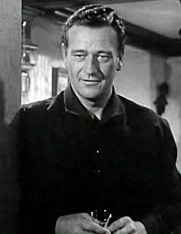
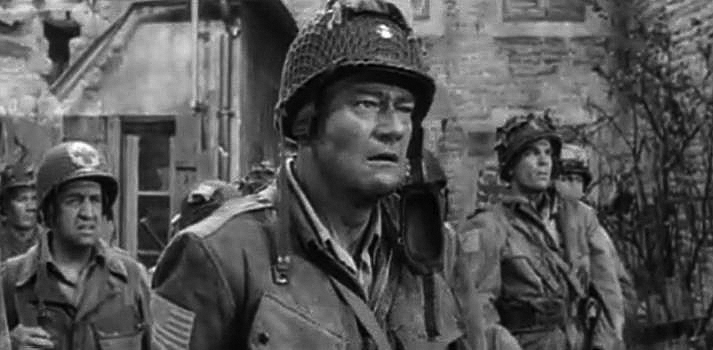
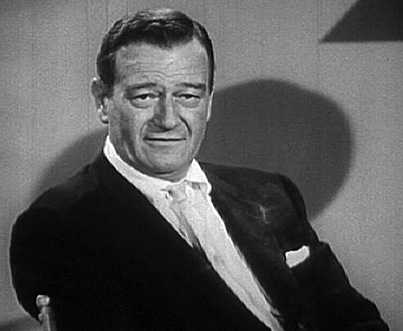
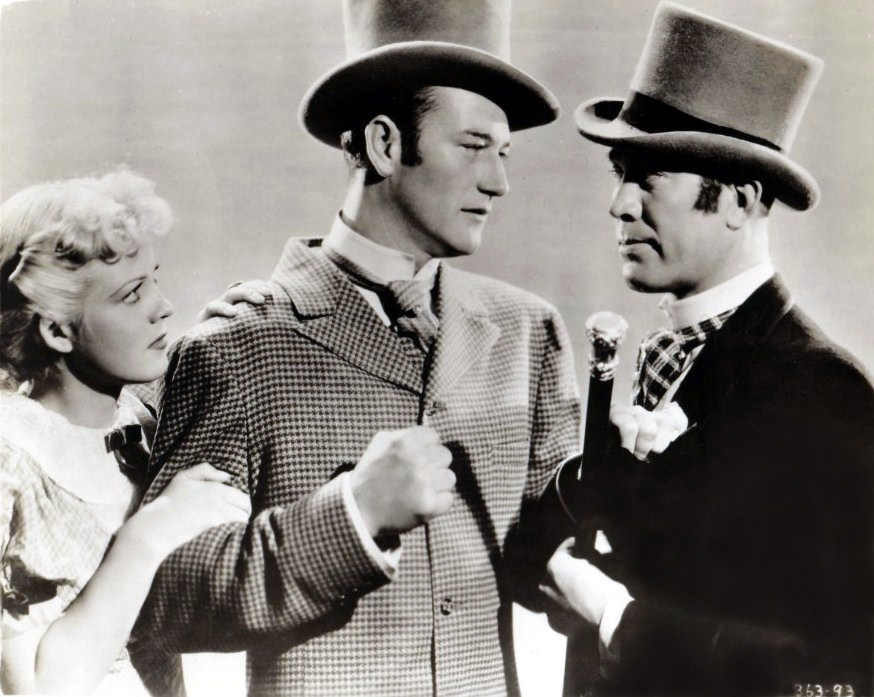
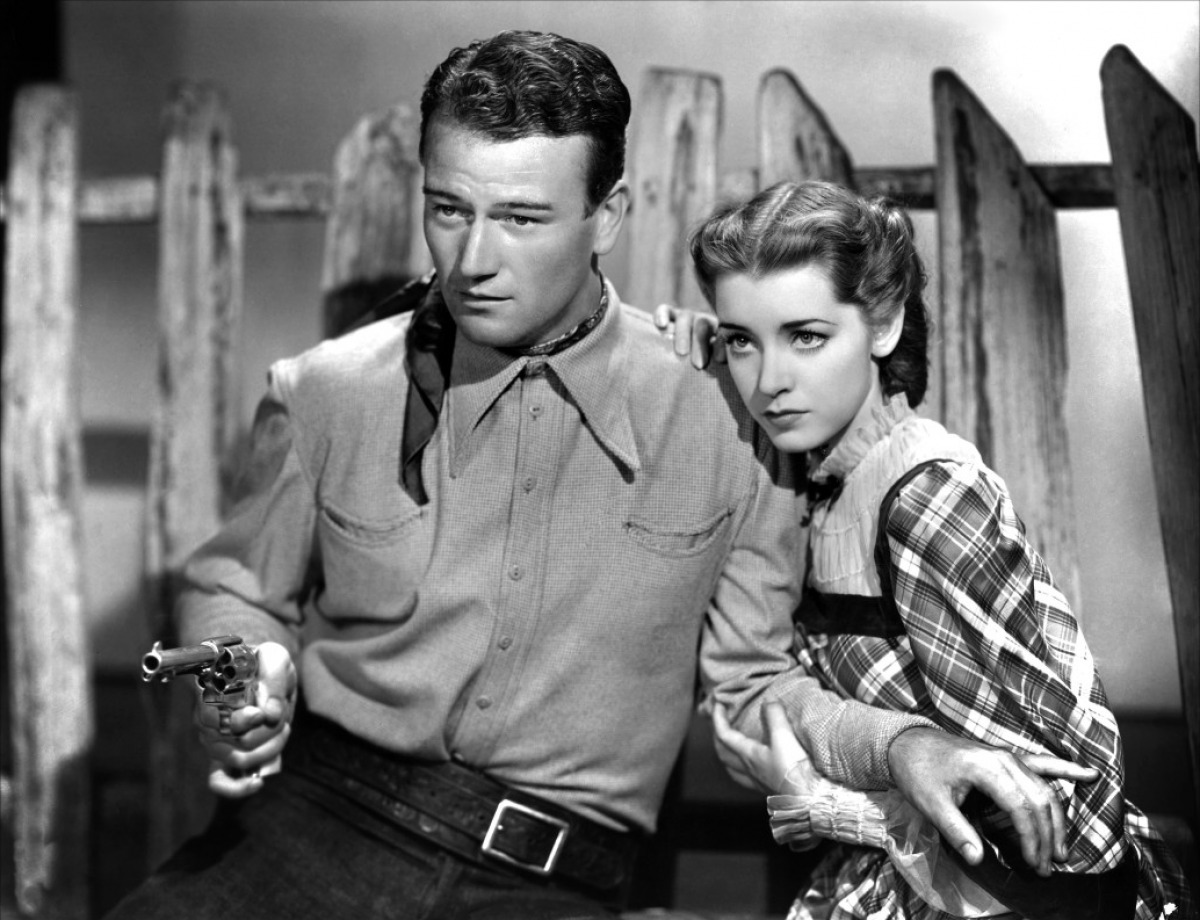
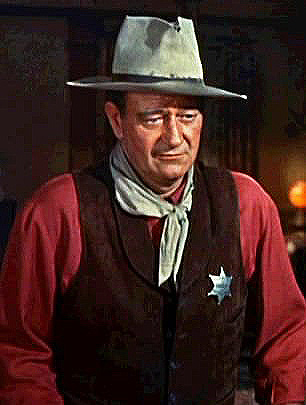
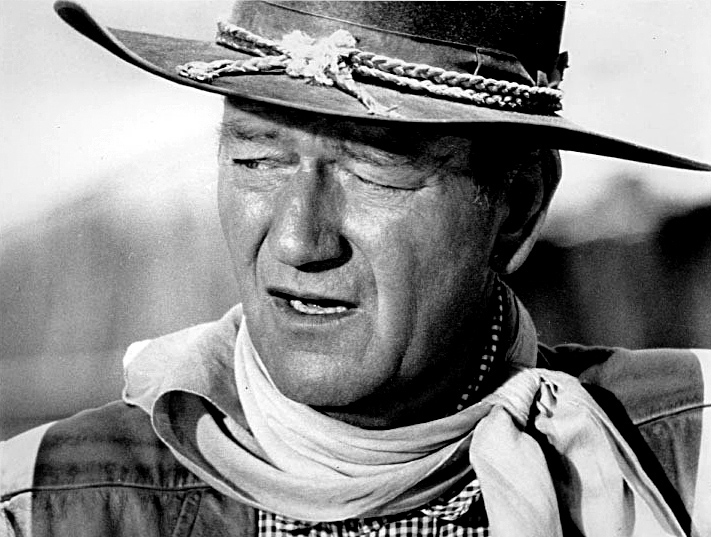
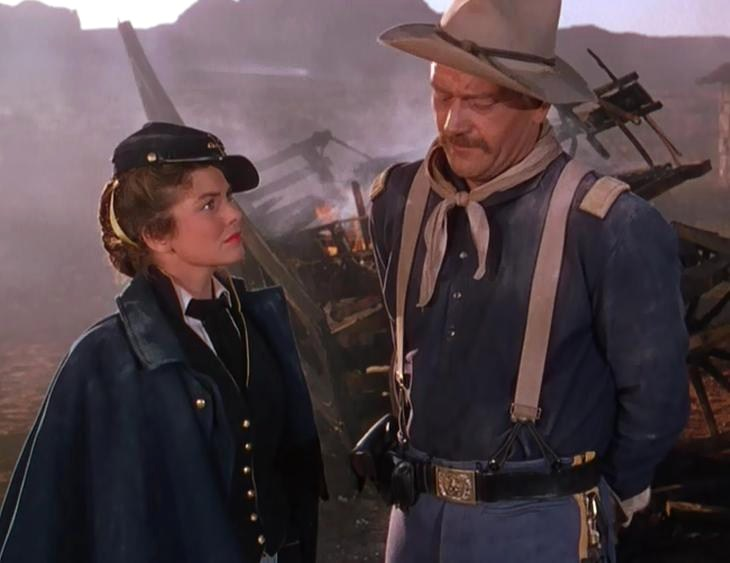

## یادداشت
1. ↑  Filmed as Arizona, the movie's makers applied to the New York State Censor Board for a new title, Men Are Like That، و the film was reviewed under that title in New York و other places.
2. ↑  Not the فرد آلن.
3. ↑  A والتر وانگر production released thru United Artists.
4. ↑  تام تایلر played Wayne's role of استونی بروک in some of the later Mesquiteers series.
5. ↑  These same incidents also formed the basis of the film The Baron of Arizona (1951), بازیگران: وینسنت پرایس.
6. ↑  The change in title was probably done to avoid confusion به همراه an earlier Wayne film called The New Frontier (1936).
7. ↑  جنیفر جونز' son, رابرت واکر جونیور، appeared به همراه Wayne in The War Wagon (1966).
8. ↑  Namely, The Moon of the Caribees, In the Zone, Bound East For Cardiff، و The Long Voyage Home.
9. ↑  When the film was re-issued in the 1950s وین و سوزان هیوارد received top billing در آگهی‌ها.
10. ↑  This story was also filmed in 1914, 1922, 1930 و ۱۹۵۵ به همراه، respectively, ویلیام فارنوم، میلتن سیلز، گری کوپر، و جف چاندلر در نقش وین. Farnum also plays a supporting part in the Wayne نسخه.
11. ↑  این اولین فیلم کلیفت بود، although the second one he made, جستجو (فیلم ۱۹۴۸) (1948), was released before Red River.
12. ↑  Also filmed as Marked Men (1919), Hell's Heroes (1930)، و سه پدرخوانده (۱۹۳۶) به همراه، respectively, هری کری چارلز بیکفورد، چستر موریس، در نقش وین.
13. ↑  One of only three sound films Hardy did به همراه out comic partner استن لورل.
14. ↑  The working title was Rio Bravo, which would become the name of a 1959 Wayne وسترن. The title Rio Grande had been used for a 1949 B-وسترن بازیگران: Sunset Carson.
15. ↑  The character Wayne played here و در دژ آپاچی is the same character (just as it is in the short stories on which they are based), اما here the character's last name has an added "e".
16. ↑  وارد باند plays a movie director named "John Dodge", an obvious spoof of the film's real director, جان فورد.
17. ↑  Produced by U.S. Information Agency.
18. ↑  Reputedly, Curtiz was extremely ill during the shooting، در نقش a result the majority of the film was directed by Wayne who refused to take credit.
19. ↑  جیمز استوارت received top billing over Wayne in the film's آگهی‌ها، اما Wayne has top billing in the film's opening credits.
20. ↑  Wayne had originally played Sherman in an episode of the TV series Wagon Train entitled "The Colton Craven Story." That episode was directed by جان فورد.
21. ↑  تکنی کالر prints were apparently used for only the سینه‌راما presentation while general release print used Metrocolor.
22. ↑  Aside from the مستند film Chesty: Tribute to a Legend (1976).
23. ↑  U.S. Department of Defense / Armed Forces Information & Education.
24. ↑  Walker Jr's mother, actress جنیفر جونز، made her film debut opposite Wayne in New Frontier (1939).
25. ↑  ورا مایلز در تعدادی از صحنه‌ها در نقش همر وین ظاهر شد، اما these were cut from the final print.
26. ↑  George Plimpton made a مستند تلویزیونی about the making of this film. In this مستند، entitled "Shoot-out at Rio Lobo". Wayne frequently accidentally referred to Plimpton as "Pimpleton".
27. ↑  وارن اوتس would play Rooster Cogburn in a 1978 TV film با عنوان True Grit: A Further Adventure.